# Liste des églises de l'Aude
La liste des églises de l'Aude recense de manière exhaustive les églises situées dans le département français de l'Aude. Il est fait état des diverses protections dont elles peuvent bénéficier, et notamment les inscriptions et classements au titre des monuments historiques.
Toutes sont situées dans le diocèse de Carcassonne et Narbonne.

## Statistiques

### Nombres
Le département de l'Aude comprend 433 communes au 1er janvier 2020.
Depuis 2018, le diocèse de Carcassonne et Narbonne compte 14 paroisses.

## Classement
Le classement ci-après se fait par commune selon l'ordre alphabétique.
Il est fait état des diverses protections dont elles peuvent bénéficier, et notamment les inscriptions et classements au titre des monuments historiques.

## Liste

### Cultecatholique
| Église | Commune                                | Adresse                                                   | Coordonnées                              | Notice         | Protection | Date               | Illustration |
| --- | -------------------------------------- | --------------------------------------------------------- | ---------------------------------------- | -------------- | --- | ------------------ | --- |
| Église Saint-Alexandre d'Aigues-Vives                                                                       | Aigues-Vives                           |                                                           | 43° 13′ 52″ nord, 2° 32′ 03″ est         | « PA00102507 » | Inscrit MH Les deux tours | 1948               | Église Saint-Alexandre d'Aigues-Vives |
| Église de l'Assomption d'Airoux                                                                             | Airoux                                 |                                                           | 43° 21′ 48″ nord, 1° 51′ 59″ est         |                | |                    | Église de l'Assomption d'Airoux |
| Église Saint-Pierre-et-Saint-Paul d'Ajac                                                                    | Ajac                                   |                                                           | 43° 02′ 53″ nord, 2° 08′ 20″ est         |                | |                    | Église Saint-Pierre-et-Saint-Paul d'Ajac |
| Église Saint-Pierre d'Alaigne                                                                               | Alaigne                                |                                                           | 43° 06′ 06,37″ nord, 2° 05′ 28,12″ est   |                | |                    | Église Saint-Pierre d'Alaigne |
| Église Saint-Germain d'Alairac                                                                              | Alairac                                |                                                           | 43° 11′ 02″ nord, 2° 14′ 26″ est         | « PA00102513 » | Inscrit MH | 1948               | Église Saint-Germain d'Alairac |
| Église Saint-Paul-Saint-Serge d'Albas                                                                       | Albas                                  |                                                           | 43° 00′ 22″ nord, 2° 44′ 07″ est         |                | |                    | Image manquante Téléverser |
| Église Saint-Martin d'Albières                                                                              | Albières                               |                                                           | 42° 56′ 50″ nord, 2° 28′ 38″ est         |                | |                    | Église Saint-Martin d'Albières |
| Abbaye d'Alet-les-Bains                                                                                     | Alet-les-Bains                         |                                                           | 42° 59′ 45″ nord, 2° 15′ 19″ est         | « PA00102514 » | Classé MH | 1922               | Abbaye d'Alet-les-Bains |
| Église Saint-André d'Alet-les-Bains                                                                         | Alet-les-Bains                         |                                                           | 42° 59′ 44″ nord, 2° 15′ 20″ est         | « PA00102517 » | Classé MH Parties de murs décorés de fresques des 15e siècle et 16e siècle de la chapelle dite de Saint-Benoît                                                                           | 1910               | Église Saint-André d'Alet-les-Bains |
| Église de Saint-Salvaire                                                                                    | Alet-les-Bains                         |                                                           | 43° 00′ 26″ nord, 2° 17′ 29″ est         | « PA00102518 » | Inscrit MH | 1929               | Image manquante Téléverser |
| Église de l'Assomption-de-Notre-Dame d'Alzonne                                                              | Alzonne                                |                                                           | 43° 15′ 16″ nord, 2° 10′ 40″ est         |                | |                    | Église de l'Assomption-de-Notre-Dame d'Alzonne |
| Église Saint-André d'Antugnac                                                                               | Antugnac                               |                                                           | 42° 57′ 17″ nord, 2° 13′ 30″ est         | « PA00102534 » | Classé MH | 1932               | Église Saint-André d'Antugnac |
| Église Sainte-Marie d'Aragon                                                                                | Aragon                                 |                                                           | 43° 17′ 48″ nord, 2° 18′ 52″ est         | « IA11000065 » | (contient des éléments lapidaires de l'ancienne église Saint Papoul) |                    | Église Sainte-Marie d'Aragon |
| Église Saint-Vincent d'Argeliers                                                                            | Argeliers                              |                                                           | 43° 18′ 40″ nord, 2° 54′ 31″ est         |                | |                    | Image manquante Téléverser |
| Église de l'Assomption-de-la-Vierge d'Argens-Minervois (appelée aussi église Saint-Vincent)                 | Argens-Minervois                       |                                                           | 43° 14′ 31″ nord, 2° 46′ 01″ est         |                | |                    | Église de l'Assomption-de-la-Vierge d'Argens-Minervois (appelée aussi église Saint-Vincent)                                                                   |
| Vestiges de l'Église Saint-Pierre d'Armissan                                                                | Armissan                               |                                                           | 43° 11′ 33″ nord, 3° 04′ 47″ est         | « PA00102538 » | Inscrit MH | 1942               | Vestiges de l'Église Saint-Pierre d'Armissan |
| Église Saint-Étienne d'Armissan                                                                             | Armissan                               |                                                           | 43° 11′ 11,285″ nord, 3° 05′ 41,791″ est |                | |                    | Église Saint-Étienne d'Armissan |
| Église Saint-Étienne d'Arques (appelée aussi Église Saint-Jean-Baptiste ou Église Sainte Anne)              | Arques                                 |                                                           | 42° 57′ 10″ nord, 2° 22′ 28″ est         |                | |                    | Église Saint-Étienne d'Arques (appelée aussi Église Saint-Jean-Baptiste ou Église Sainte Anne)                                                                |
| Église Saint-Saturnin d'Arquettes-en-Val (appelée aussi Église de la Nativité)                              | Arquettes-en-Val                       |                                                           | 43° 06′ 15″ nord, 2° 30′ 05″ est         |                | |                    | Église Saint-Saturnin d'Arquettes-en-Val (appelée aussi Église de la Nativité)                                                                                |
| Église Saint-Nicolas d'Artigues                                                                             | Artigues                               |                                                           | 42° 48′ 13″ nord, 2° 12′ 43″ est         |                | |                    | Église Saint-Nicolas d'Artigues |
| Église Saint-Genès d'Arzens                                                                                 | Arzens                                 |                                                           | 43° 11′ 56″ nord, 2° 12′ 36″ est         | « PA00102543 » | Inscrit MH Église, à l'exception du porche de la sacristie axiale et de la travée occidentale                                                                                            | 1948               | Église Saint-Genès d'Arzens |
| Église Saint-Nicolas d'Aunat                                                                                | Aunat                                  |                                                           | 42° 47′ 40″ nord, 2° 05′ 39″ est         |                | |                    | Église Saint-Nicolas d'Aunat |
| Église Sainte-Marie d'Auriac                                                                                | Auriac (Aude)                          |                                                           | 42° 55′ 54″ nord, 2° 29′ 34″ est         |                | |                    | Église Sainte-Marie d'Auriac |
| Église des Saints-Anges d'Axat                                                                              | Axat                                   |                                                           | 42° 48′ 16″ nord, 2° 14′ 11″ est         |                | |                    | Église des Saints-Anges d'Axat |
| Église Saint-Julien-et-Sainte-Basilisse d'Azille                                                            | Azille                                 |                                                           | 43° 16′ 38″ nord, 2° 39′ 33″ est         | « PA00102548 » | Classé MH | 1912               | Église Saint-Julien-et-Sainte-Basilisse d'Azille |
| Église Sainte-Eulalie de Badens                                                                             | Badens                                 |                                                           | 43° 13′ 10″ nord, 2° 30′ 27″ est         | « IA11000007 » | |                    | Église Sainte-Eulalie de Badens |
| Église Saint-Martin de Bages                                                                                | Bages                                  |                                                           | 43° 07′ 23″ nord, 2° 59′ 36″ est         |                | |                    | Église Saint-Martin de Bages |
| Église Saint-Paul-Serge de Bagnoles                                                                         | Bagnoles                               |                                                           | 43° 16′ 18″ nord, 2° 26′ 09″ est         |                | |                    | Image manquante Téléverser |
| Église de l'Assomption de Notre-Dame de Baraigne                                                            | Baraigne                               |                                                           | 43° 19′ 48″ nord, 1° 49′ 28″ est         | « PA00102550 » | Classé MH | 1908               | Église de l'Assomption de Notre-Dame de Baraigne |
| Église Saint-Julien de Barbaira                                                                             | Barbaira                               |                                                           | 43° 11′ 02″ nord, 2° 30′ 39″ est         | « PA00102553 » | Inscrit MH Clocher, première chapelle Sud, deuxième chapelle Nord, fonts baptismaux, élévation et voûtes                                                                                 | 1948               | Église Saint-Julien de Barbaira |
| Église Saint-Côme-et-Saint-Damien de Belcaire                                                               | Belcaire                               |                                                           | 42° 48′ 57″ nord, 1° 57′ 22″ est         |                | |                    | Église Saint-Côme-et-Saint-Damien de Belcaire |
| Église Saint-Côme-et-Saint-Damien de Trassoulas                                                             | Belcaire                               |                                                           | 42° 50′ 35″ nord, 1° 58′ 40″ est         |                | |                    | Image manquante Téléverser |
| Église Notre-Dame du Buc                                                                                    | Belcastel-et-Buc                       |                                                           | 43° 02′ 20″ nord, 2° 20′ 21″ est         |                | |                    | Église Notre-Dame du Buc |
| Église Saint-Pierre-ès-Liens de Belflou                                                                     | Belflou                                |                                                           | 43° 19′ 04″ nord, 1° 47′ 10″ est         |                | |                    | Image manquante Téléverser |
| Église Saint-Jean de Belfort-sur-Rebenty                                                                    | Belfort-sur-Rebenty                    |                                                           | 42° 49′ 32″ nord, 2° 02′ 49″ est         |                | |                    | Église Saint-Jean de Belfort-sur-Rebenty |
| Église Saint-Clément de Bellegarde-du-Razès                                                                 | Bellegarde-du-Razès                    |                                                           | 43° 06′ 35″ nord, 2° 02′ 37″ est         |                | |                    | Église Saint-Clément de Bellegarde-du-Razès |
| Église Saint-Saturnin de Belpech                                                                            | Belpech                                |                                                           | 43° 11′ 54″ nord, 1° 45′ 09″ est         | « PA00102562 » | Classé MH Le portail de l'ancienne église romane et la chapelle du Saint-Sépulcre | 1906               | Église Saint-Saturnin de Belpech |
| Église Saint-Jean-Baptiste de la Bastide de Couloumat                                                       | Belpech                                |                                                           | 43° 13′ 42″ nord, 1° 45′ 38″ est         |                | |                    | Image manquante Téléverser |
| Église Saint-Jean-Baptiste de Tresmézes                                                                     | Belpech                                |                                                           | 43° 10′ 29″ nord, 1° 46′ 05″ est         |                | |                    | Image manquante Téléverser |
| Église Notre-Dame de Belvèze-du-Razès                                                                       | Belvèze-du-Razès                       |                                                           | 43° 07′ 35″ nord, 2° 05′ 40″ est         |                | |                    | Image manquante Téléverser |
| Église Saint-Jacques de Cavirac                                                                             | Belvianes-et-Cavirac                   |                                                           | 42° 51′ 14″ nord, 2° 12′ 07″ est         | « PA00102565 » | Inscrit MH | 1948               | Église Saint-Jacques de Cavirac |
| Église Saint-Vincent de Belvianes                                                                           | Belvianes-et-Cavirac                   |                                                           | 42° 51′ 09″ nord, 2° 11′ 59″ est         |                | |                    | Église Saint-Vincent de Belvianes |
| Église Sainte-Catherine de la Malayrède                                                                     | Belvis                                 |                                                           | 42° 52′ 34″ nord, 2° 03′ 43″ est         |                | |                    | Église Sainte-Catherine de la Malayrède |
| Église Saint-Étienne de Belvis                                                                              | Belvis                                 |                                                           | 42° 51′ 01″ nord, 2° 04′ 34″ est         |                | |                    | Église Saint-Étienne de Belvis |
| Église Sainte-Cécile de Berriac                                                                             | Berriac                                |                                                           | 43° 13′ 03″ nord, 2° 24′ 48″ est         |                | |                    | Église Sainte-Cécile de Berriac |
| Église Saint-Barthélemy de Bessède-de-Sault                                                                 | Bessède-de-Sault                       |                                                           | 42° 47′ 18″ nord, 2° 07′ 27″ est         |                | |                    | Église Saint-Barthélemy de Bessède-de-Sault |
| Église Saint-Pierre-ès-Liens de Bizanet                                                                     | Bizanet                                |                                                           | 43° 09′ 49″ nord, 2° 52′ 13″ est         |                | |                    | Église Saint-Pierre-ès-Liens de Bizanet |
| Église de Quillanet de Bizanet                                                                              | Bizanet                                |                                                           | 43° 08′ 53″ nord, 2° 53′ 31″ est         |                | |                    | Image manquante Téléverser |
| Église Saint-Michel de Bize-Minervois                                                                       | Bize-Minervois                         |                                                           | 43° 19′ 07″ nord, 2° 52′ 21″ est         |                | |                    | Église Saint-Michel de Bize-Minervois |
| Église Saint-Étienne de Blomac                                                                              | Blomac                                 |                                                           | 43° 12′ 13″ nord, 2° 35′ 44″ est         | « PA00102569 » | Inscrit MH Ensemble extérieur | 1948               | Église Saint-Étienne de Blomac |
| Église de la Conversion-de-Saint-Paul de Bouilhonnac                                                        | Bouilhonnac                            |                                                           | 43° 13′ 56″ nord, 2° 26′ 22″ est         |                | |                    | Église de la Conversion-de-Saint-Paul de Bouilhonnac |
| Église Saint-Saturnin de Bouisse                                                                            | Bouisse                                |                                                           | 42° 59′ 12″ nord, 2° 27′ 08″ est         |                | |                    | Image manquante Téléverser |
| Église Saint-Saturnin de Bouriège                                                                           | Bouriège                               |                                                           | 42° 59′ 06″ nord, 2° 09′ 58″ est         |                | |                    | Église Saint-Saturnin de Bouriège |
| Église de Saint-Pierre-le-Clair de Bouriège                                                                 | Bouriège                               |                                                           | 43° 00′ 31″ nord, 2° 10′ 34″ est         |                | |                    | Image manquante Téléverser |
| Église Sainte-Eulalie de Bourigeole                                                                         | Bourigeole                             |                                                           | 42° 59′ 20″ nord, 2° 08′ 01″ est         |                | |                    | Église Sainte-Eulalie de Bourigeole |
| Église du cimetière de Bourigeole                                                                           | Bourigeole                             |                                                           | 42° 59′ 19″ nord, 2° 08′ 16″ est         | « PA00102571 » | Inscrit MH Ruines de l'ancienne église | 1948               | Image manquante Téléverser |
| Église Saint-Martin de Gasparets                                                                            | Boutenac                               |                                                           | 43° 08′ 51″ nord, 2° 47′ 30″ est         | « PA00102572 » | Inscrit MH | 1948               | Image manquante Téléverser |
| Église Saint-Mamès de Boutenac                                                                              | Boutenac                               |                                                           | 43° 08′ 51″ nord, 2° 47′ 30″ est         |                | |                    | Église Saint-Mamès de Boutenac |
| Église Saints-Julien-et-Basilisse de Bram                                                                   | Bram                                   |                                                           | 43° 14′ 37″ nord, 2° 06′ 48″ est         | « PA00102573 » | Classé MH Abside et clocher | 1932               | Église Saints-Julien-et-Basilisse de Bram |
| Église Saint-Martin de Brézilhac                                                                            | Brézilhac                              |                                                           | 43° 10′ 06″ nord, 2° 04′ 42″ est         |                | |                    | Église Saint-Martin de Brézilhac |
| Église Saint-Étienne de Villaret                                                                            | Brousses-et-Villaret                   |                                                           | 43° 20′ 57″ nord, 2° 14′ 10″ est         |                | |                    | Église Saint-Étienne de Villaret |
| Église de l'Assomption-de-la-Sainte-Vierge de Brousses Hautes                                               | Brousses-et-Villaret                   |                                                           | 43° 20′ 38″ nord, 2° 15′ 17″ est         |                | |                    | Église de l'Assomption-de-la-Sainte-Vierge de Brousses Hautes                                                                                                 |
| Église Saint-Julien et Sainte-Basilisse de Brugairolles                                                     | Brugairolles                           |                                                           | 43° 07′ 26″ nord, 2° 09′ 30″ est         |                | |                    | Église Saint-Julien et Sainte-Basilisse de Brugairolles |
| Église Notre-Dame de Bugarach                                                                               | Bugarach                               |                                                           | 42° 52′ 34″ nord, 2° 21′ 07″ est         |                | |                    | Église Notre-Dame de Bugarach |
| Église Saint-Pierre-ès-Liens de Cabrespine                                                                  | Cabrespine                             |                                                           | 43° 21′ 47″ nord, 2° 27′ 38″ est         |                | |                    | Église Saint-Pierre-ès-Liens de Cabrespine |
| Église Saint-Jacques-le-Majeur de Cahuzac                                                                   | Cahuzac                                |                                                           | 43° 11′ 24″ nord, 1° 51′ 05″ est         |                | |                    | Image manquante Téléverser |
| Église Saint-Christophe de Cailhau                                                                          | Cailhau                                |                                                           | 43° 08′ 52″ nord, 2° 08′ 12″ est         |                | |                    | Église Saint-Christophe de Cailhau |
| Église Saint-Martin de Cailhavel                                                                            | Cailhavel                              |                                                           | 43° 09′ 41″ nord, 2° 07′ 35″ est         |                | |                    | Église Saint-Martin de Cailhavel |
| Église Saint-Saturnin de Cailla                                                                             | Cailla                                 |                                                           | 42° 48′ 56″ nord, 2° 11′ 51″ est         |                | |                    | Église Saint-Saturnin de Cailla |
| Église de la Nativité de Cambieure                                                                          | Cambieure                              |                                                           | 43° 07′ 37″ nord, 2° 07′ 58″ est         |                | |                    | Église de la Nativité de Cambieure |
| Église de la Nativité de Campagna-de-Sault                                                                  | Campagna-de-Sault                      |                                                           | 42° 45′ 34″ nord, 2° 03′ 15″ est         |                | |                    | Image manquante Téléverser |
| Église Saint-Sébastien de Campagne-sur-Aude                                                                 | Campagne-sur-Aude                      |                                                           | 42° 54′ 57″ nord, 2° 12′ 25″ est         |                | |                    | Église Saint-Sébastien de Campagne-sur-Aude |
| Église Saint-Étienne de Camplong-d'Aude                                                                     | Camplong-d'Aude                        |                                                           | 43° 07′ 41″ nord, 2° 39′ 05″ est         |                | |                    | Image manquante Téléverser |
| Église de l'Assomption de Camps-sur-l'Agly                                                                  | Camps-sur-l'Agly                       |                                                           | 42° 51′ 36″ nord, 2° 26′ 06″ est         |                | |                    | Église de l'Assomption de Camps-sur-l'Agly |
| Église Saint-Just-Saint-Pasteur de Camurac                                                                  | Camurac                                |                                                           | 42° 47′ 59″ nord, 1° 54′ 49″ est         |                | |                    | Image manquante Téléverser |
| Église Notre-Dame de Canet                                                                                  | Canet                                  |                                                           | 43° 13′ 46″ nord, 2° 50′ 51″ est         |                | |                    | Église Notre-Dame de Canet |
| Église Saint-Martin de Capendu                                                                              | Capendu                                |                                                           | 43° 11′ 01″ nord, 2° 33′ 31″ est         |                | |                    | Église Saint-Martin de Capendu |
| Cathédrale Saint-Michel de Carcassonne                                                                      | Carcassonne                            | rue Voltaire                                              | 43° 12′ 39″ nord, 2° 21′ 04″ est         | « PA00102584 » | Classé MH Cathédrale ; Classé MH Terrain de 710 mètres carrés environ, situé contre la face Ouest de la cathédrale, entre le boulevard Barbès et la rue Voltaire                         | 1886 ; 1926        | Cathédrale Saint-Michel de Carcassonne |
| Basilique Saint-Nazaire-et-Saint-Celse de Carcassonne                                                       | Carcassonne                            | place Auguste-Pierre pont                                 | 43° 12′ 19″ nord, 2° 21′ 46″ est         | « PA00102592 » | Classé MH | 1840               | Basilique Saint-Nazaire-et-Saint-Celse de Carcassonne |
| Église Saint-Martin-de-Poursan                                                                              | Carcassonne                            | avenue de Carcassonne de Montredon                        | 43° 13′ 43″ nord, 2° 23′ 50″ est         | « PA00102591 » | Inscrit MH Murs de l'abside et de la nef (du sol à la corniche inclusivement) ; restes de voûte de la nef                                                                                | 1948               | Image manquante Téléverser |
| Église Saint-Saturnin de Grèzes                                                                             | Carcassonne                            | rue de l'Église de Grèzes à Grèzes                        | 43° 13′ 00″ nord, 2° 17′ 11″ est         | « PA00102593 » | Inscrit MH | 1946               | Image manquante Téléverser |
| Église Saint-Vincent de Carcassonne                                                                         | Carcassonne                            | rue du Docteur-Albert-Tomey.                              | 43° 12′ 53″ nord, 2° 21′ 03″ est         | « PA00102594 » | Classé MH | 1907               | Église Saint-Vincent de Carcassonne |
| Église Saint-Joseph de Carcassonne                                                                          | Carcassonne                            | place Wilson                                              | 43° 12′ 32″ nord, 2° 22′ 24″ est         |                | |                    | Image manquante Téléverser |
| Église Saint-Gimer de Carcassonne                                                                           | Carcassonne                            | place Saint-Gimer                                         | 43° 13′ 06″ nord, 2° 21′ 06″ est         | « PA11000059 » | Inscrit MH | 2020               | Église Saint-Gimer de Carcassonne |
| Église du Sacré-Cœur de Carcassonne                                                                         | Carcassonne                            | rue Jules-Michelet                                        | 43° 13′ 16″ nord, 2° 20′ 34″ est         |                | |                    | Image manquante Téléverser |
| Église Notre-Dame de Grazailles                                                                             | Carcassonne                            | avenue d'Alexandrie-de Grazaille                          | 43° 13′ 28″ nord, 2° 21′ 13″ est         |                | |                    | Image manquante Téléverser |
| Église Saint-Jacques du Viguier                                                                             | Carcassonne                            | rue Louis-Pergaud au Viguier                              | 43° 12′ 32″ nord, 2° 19′ 39″ est         |                | |                    | Image manquante Téléverser |
| Église Notre-Dame-de-l'Abbaye de Carcassonne                                                                | Carcassonne                            | rue Trivalle                                              | 43° 12′ 34″ nord, 2° 21′ 56″ est         |                | |                    | Église Notre-Dame-de-l'Abbaye de Carcassonne |
| Église Sainte-Cécile de Mont Legun                                                                          | Carcassonne                            | rue de l'Église de Mont Legun                             | 43° 12′ 03″ nord, 2° 23′ 43″ est         |                | |                    | Image manquante Téléverser |
| Église Saint-Saturnin de Maquens                                                                            | Carcassonne                            | rue de l'Église de Maquens                                | 43° 11′ 50″ nord, 2° 19′ 04″ est         |                | |                    | Église Saint-Saturnin de Maquens |
| Église Notre-Dame des Carmes de Carcassonne                                                                 | Carcassonne                            | rue Georges-Clemenceau                                    | 43° 12′ 56″ nord, 2° 21′ 08″ est         | « PA11000047 » | Inscrit MH | 2014               | Église Notre-Dame des Carmes de Carcassonne |
| Église Notre-Dame de Villalbe                                                                               | Carcassonne                            | avenue Philippine-Crouzat                                 | 43° 11′ 18″ nord, 2° 18′ 25″ est         |                | |                    | Image manquante Téléverser |
| Église Saint-Pierre-ès-Liens de Carlipa                                                                     | Carlipa                                |                                                           | 43° 18′ 25″ nord, 2° 07′ 36″ est         |                | |                    | Image manquante Téléverser |
| Église Saint-Julien-et-Sainte-Basilisse de Cascastel-des-Corbières                                          | Cascastel-des-Corbières                |                                                           | 42° 59′ 10″ nord, 2° 45′ 30″ est         |                | |                    | Image manquante Téléverser |
| Église Saint-Martin de Cassaignes                                                                           | Cassaignes                             |                                                           | 42° 56′ 45″ nord, 2° 17′ 53″ est         |                | |                    | Église Saint-Martin de Cassaignes |
| Église Notre-Dame-de-l'Assomption de Laviale                                                                | Castans                                |                                                           | 43° 24′ 25″ nord, 2° 29′ 02″ est         |                | |                    | Image manquante Téléverser |
| Église Saint-Vincent de Castelnau-d'Aude                                                                    | Castelnau-d'Aude                       |                                                           | 43° 13′ 56″ nord, 2° 40′ 22″ est         |                | |                    | Image manquante Téléverser |
| Collégiale Saint-Michel de Castelnaudary                                                                    | Castelnaudary                          |                                                           | 43° 19′ 02″ nord, 1° 57′ 24″ est         | « PA00102628 » | Classé MH | 1910               | Collégiale Saint-Michel de Castelnaudary |
| Église Saint-Jean-Baptiste de Castelnaudary                                                                 | Castelnaudary                          |                                                           | 43° 19′ 03″ nord, 1° 57′ 21″ est         | « PA11000037 » | Inscrit MH | 2007               | Image manquante Téléverser |
| Église Saint-François de Castelnaudary                                                                      | Castelnaudary                          |                                                           | 43° 19′ 07″ nord, 1° 57′ 13″ est         |                | |                    | Image manquante Téléverser |
| Église de l'Assomption de Castelreng                                                                        | Castelreng                             |                                                           | 43° 01′ 40″ nord, 2° 08′ 16″ est         | « PA00102636 » | Inscrit MH | 1948               | Église de l'Assomption de Castelreng |
| Église Saint-Pierre-ès-Liens de Caudebronde                                                                 | Caudebronde                            |                                                           | 43° 22′ 41″ nord, 2° 18′ 36″ est         |                | |                    | Image manquante Téléverser |
| Abbatiale Saint-Pierre-et-Saint-Paul de Caunes-Minervois                                                    | Caunes-Minervois                       |                                                           | 43° 19′ 34″ nord, 2° 31′ 37″ est         | « PA00102638 » | Inscrit MH | 1916 ; 2014        | Abbatiale Saint-Pierre-et-Saint-Paul de Caunes-Minervois |
| Église Notre-Dame-du-Cros de Caunes-Minervois                                                               | Caunes-Minervois                       |                                                           | 43° 20′ 03″ nord, 2° 32′ 42″ est         | « PA11000053 » | Inscrit MH | 2018               | Église Notre-Dame-du-Cros de Caunes-Minervois |
| Église Sainte-Léocadie de Caunettes-en-Val                                                                  | Caunettes-en-Val                       |                                                           | 43° 03′ 49″ nord, 2° 33′ 13″ est         |                | |                    | Image manquante Téléverser |
| Église Saint-Sébastien de Caux-et-Sauzens                                                                   | Caux-et-Sauzens                        |                                                           | 43° 13′ 30″ nord, 2° 15′ 19″ est         |                | |                    | Église Saint-Sébastien de Caux-et-Sauzens |
| Église Saint-André de Sauzens                                                                               | Caux-et-Sauzens                        |                                                           | 43° 14′ 21″ nord, 2° 15′ 06″ est         |                | |                    | Image manquante Téléverser |
| Église Saint-Pierre de Cavanac                                                                              | Cavanac                                |                                                           | 43° 10′ 08″ nord, 2° 19′ 31″ est         | « PA00102648 » | Inscrit MH Murs et voûtes de la nef et du sanctuaire ; sacristie et première chapelle au Sud ; pierres tombales de la famille de Siran ; modillons de la corniche extérieure de l'abside | 1948               | Église Saint-Pierre de Cavanac |
| Église Sainte-Germaine de Caves                                                                             | Caves                                  |                                                           | 42° 55′ 53″ nord, 2° 58′ 39″ est         |                | |                    | Église Sainte-Germaine de Caves |
| Église Notre-Dame de Cazalrenoux                                                                            | Cazalrenoux                            |                                                           | 43° 11′ 55″ nord, 1° 56′ 57″ est         | « PA00102649 » | Inscrit MH Ensemble de l'église, à l'exception des chapelles latérales et sacristies | 1948               | Église Notre-Dame de Cazalrenoux |
| Église Saint-Hilaire de Cazilhac                                                                            | Cazilhac                               |                                                           | 43° 10′ 57″ nord, 2° 21′ 40″ est         |                | |                    | Église Saint-Hilaire de Cazilhac |
| Église de l'Assomption de Cenne-Monestiés                                                                   | Cenne-Monestiés                        |                                                           | 43° 19′ 53″ nord, 2° 07′ 04″ est         |                | |                    | Image manquante Téléverser |
| Église Saint-Étienne de Cépie                                                                               | Cépie                                  |                                                           | 43° 06′ 20″ nord, 2° 14′ 41″ est         |                | |                    | Église Saint-Étienne de Cépie |
| Église Saint-Pierre de Chalabre                                                                             | Chalabre                               |                                                           | 42° 59′ 07″ nord, 2° 00′ 14″ est         | « PA00102650 » | Classé MH Clocher | 1907               | Église Saint-Pierre de Chalabre |
| Église Notre-Dame de Chalabre                                                                               | Chalabre                               |                                                           | 42° 58′ 56″ nord, 2° 00′ 22″ est         |                | |                    | Église Notre-Dame de Chalabre |
| Église Sainte-Marie-Madeleine du Cazal Sainte-Marie                                                         | Chalabre                               |                                                           | 42° 58′ 25″ nord, 2° 00′ 14″ est         |                | |                    | Image manquante Téléverser |
| Église Saint-Jean-Baptiste de Citou                                                                         | Citou                                  |                                                           | 43° 22′ 39″ nord, 2° 32′ 26″ est         |                | |                    | Église Saint-Jean-Baptiste de Citou |
| Église Saint-Loup-de-Sens de Clermont-sur-Lauquet                                                           | Clermont-sur-Lauquet                   |                                                           | 43° 02′ 47″ nord, 2° 25′ 13″ est         | « PA00102655 » | Inscrit MH | 1948               | Église Saint-Loup-de-Sens de Clermont-sur-Lauquet |
| Église de l'Assomption de Comigne                                                                           | Comigne                                |                                                           | 43° 10′ 15″ nord, 2° 34′ 51″ est         |                | |                    | Image manquante Téléverser |
| Église Saint-Nazaire de Comus                                                                               | Comus                                  |                                                           | 42° 48′ 48″ nord, 1° 53′ 22″ est         |                | |                    | Église Saint-Nazaire de Comus |
| Église Notre-Dame-de-l'Assomption de Conilhac-Corbières                                                     | Conilhac-Corbières                     |                                                           | 43° 11′ 20″ nord, 2° 43′ 00″ est         |                | |                    | Église Notre-Dame-de-l'Assomption de Conilhac-Corbières |
| Église Sainte-Foy de Conques-sur-Orbiel                                                                     | Conques-sur-Orbiel                     |                                                           | 43° 16′ 08″ nord, 2° 24′ 03″ est         | « PA00102657 » | Classé MH L'abside ; Inscrit MH L'église | 1913 ; 2015        | Église Sainte-Foy de Conques-sur-Orbiel |
| Église Saint-André de Corbières                                                                             | Corbières                              |                                                           | 43° 03′ 22″ nord, 1° 59′ 21″ est         |                | |                    | Image manquante Téléverser |
| Église de l'Assomption de Coudons                                                                           | Coudons                                |                                                           | 42° 51′ 46″ nord, 2° 07′ 35″ est         |                | |                    | Image manquante Téléverser |
| Église Saint-Clément de Couffoulens                                                                         | Couffoulens                            |                                                           | 43° 09′ 23″ nord, 2° 18′ 23″ est         | « PA00102661 » | Inscrit MH Pierres tombales | 1948               | Église Saint-Clément de Couffoulens |
| Église Saint-Jean-Baptiste de Couiza                                                                        | Couiza                                 |                                                           | 42° 56′ 34″ nord, 2° 15′ 12″ est         |                | |                    | Église Saint-Jean-Baptiste de Couiza |
| Église Saint-Valentin de Counozouls                                                                         | Counozouls                             |                                                           | 42° 43′ 55″ nord, 2° 13′ 43″ est         |                | |                    | Église Saint-Valentin de Counozouls |
| Église Saint-Étienne de Cournanel                                                                           | Cournanel                              |                                                           | 43° 01′ 58″ nord, 2° 14′ 00″ est         | « PA00102664 » | Inscrit MH Église, à l'exception du chœur | 1948               | Église Saint-Étienne de Cournanel |
| Église Notre-Dame de la Rominguière                                                                         | Coursan                                |                                                           | 43° 14′ 06″ nord, 3° 03′ 27″ est         | « PA00102665 » | Inscrit MH Clocher | 1948               | Église Notre-Dame de la Rominguière |
| Église de l'Assomption de Courtauly                                                                         | Courtauly                              |                                                           | 43° 02′ 26″ nord, 2° 02′ 35″ est         |                | |                    | Église de l'Assomption de Courtauly |
| Église Saint-Pierre de Coustaussa                                                                           | Coustaussa                             |                                                           | 42° 56′ 25″ nord, 2° 16′ 40″ est         |                | |                    | Image manquante Téléverser |
| Église de la Sainte-Vierge de Coustouge                                                                     | Coustouge                              |                                                           | 43° 02′ 50″ nord, 2° 44′ 40″ est         |                | |                    | Image manquante Téléverser |
| Église Saint-Jean de Cruscades                                                                              | Cruscades                              |                                                           | 43° 11′ 26″ nord, 2° 49′ 03″ est         |                | |                    | Image manquante Téléverser |
| Église Sainte-Marie-et-Saint-Pierre de Cubières-sur-Cinoble                                                 | Cubières-sur-Cinoble                   |                                                           | 42° 51′ 42″ nord, 2° 27′ 39″ est         |                | |                    | Image manquante Téléverser |
| Église Saint-Julien-et-Sainte-Basilisse de Cucugnan                                                         | Cucugnan                               |                                                           | 42° 51′ 04″ nord, 2° 36′ 08″ est         |                | |                    | Église Saint-Julien-et-Sainte-Basilisse de Cucugnan |
| Église Sainte-Croix, anciennement Saint-Pierre de Cumiès                                                    | Cumiès                                 |                                                           | 43° 17′ 44″ nord, 1° 50′ 32″ est         |                | |                    | Image manquante Téléverser |
| Église Sainte-Cécile de Cuxac-Cabardès                                                                      | Cuxac-Cabardès                         |                                                           | 43° 22′ 12″ nord, 2° 17′ 05″ est         | « PA00102669 » | Inscrit MH Clocher | 1948               | Église Sainte-Cécile de Cuxac-Cabardès |
| Église Saint-Sébastien de Cazelles                                                                          | Cuxac-Cabardès                         |                                                           | 43° 21′ 41″ nord, 2° 16′ 14″ est         |                | |                    | Église Saint-Sébastien de Cazelles |
| Église Saint-Martin de Cuxac-d'Aude                                                                         | Cuxac-d'Aude                           |                                                           | 43° 14′ 37″ nord, 2° 59′ 55″ est         | « PA00102668 » | Classé MH Façade occidentale avec son portail ; clocher et abside ; Inscrit MH Église, à l'exception des parties classées ; chapelle des Pénitents                                       | 1983 ; 1983        | Église Saint-Martin de Cuxac-d'Aude |
| Église Saint-Saturnin de Davejean                                                                           | Davejean                               |                                                           | 42° 57′ 39″ nord, 2° 36′ 22″ est         |                | |                    | Image manquante Téléverser |
| Église Saint-Jacques-le-Majeur de Dernacueillette                                                           | Dernacueillette                        |                                                           | 42° 55′ 40″ nord, 2° 35′ 48″ est         |                | |                    | Image manquante Téléverser |
| Église de la Conversion-de-Saint-Paul de Donazac                                                            | Donazac                                |                                                           | 43° 04′ 41″ nord, 2° 07′ 08″ est         |                | |                    | Image manquante Téléverser |
| Église Saint-Pons de Pech Salamou                                                                           | Donazac                                |                                                           | 43° 04′ 56″ nord, 2° 07′ 56″ est         |                | |                    | Image manquante Téléverser |
| Église Saint-Vincent de Douzens                                                                             | Douzens                                |                                                           | 43° 11′ 13″ nord, 2° 35′ 52″ est         | « IA11000058 » | |                    | Église Saint-Vincent de Douzens |
| Église Saint-Michel de Duilhac-sous-Peyrepertuse                                                            | Duilhac-sous-Peyrepertuse              |                                                           | 42° 51′ 48″ nord, 2° 33′ 58″ est         |                | |                    | Image manquante Téléverser |
| Église Sainte-Marie de Duilhac-sous-Peyrepertuse                                                            | Duilhac-sous-Peyrepertuse              |                                                           | 42° 52′ 15″ nord, 2° 33′ 22″ est         |                | |                    | Image manquante Téléverser |
| Église Saint-Just-et-Saint-Pasteur de Durban-Corbières                                                      | Durban-Corbières                       |                                                           | 42° 59′ 40″ nord, 2° 48′ 58″ est         |                | |                    | Église Saint-Just-et-Saint-Pasteur de Durban-Corbières |
| Église Saint-Étienne d'Embres-et-Castelmaure                                                                | Embres-et-Castelmaure                  |                                                           | 42° 56′ 21″ nord, 2° 48′ 46″ est         |                | |                    | Église Saint-Étienne d'Embres-et-Castelmaure |
| Église Saint-Martin d'Escales                                                                               | Escales                                |                                                           | 43° 13′ 27″ nord, 2° 41′ 47″ est         | « PA00102676 » | Classé MH | 1913               | Église Saint-Martin d'Escales |
| Église de l'Invention-Saint-Étienne d'Escouloubre                                                           | Escouloubre                            |                                                           | 42° 44′ 21″ nord, 2° 07′ 33″ est         | « PA00102678 » | Classé MH | 1982               | Église de l'Invention-Saint-Étienne d'Escouloubre |
| Église Saint-Just de Saint-Just-de-Bélengard                                                                | Escueillens-et-Saint-Just-de-Bélengard |                                                           | 43° 05′ 41″ nord, 2° 02′ 18″ est         |                | |                    | Image manquante Téléverser |
| Église Saint-Saturnin d'Escueillens                                                                         | Escueillens-et-Saint-Just-de-Bélengard |                                                           | 43° 06′ 33″ nord, 2° 01′ 14″ est         |                | |                    | Église Saint-Saturnin d'Escueillens |
| Église Saint-Michel d'Espéraza                                                                              | Espéraza                               |                                                           | 42° 56′ 01″ nord, 2° 13′ 17″ est         | « PA00102679 » | Inscrit MH Église, à l'exception des parties classées ; Classé MH Le mur recouvert de peintures murales qui se trouve dans la sacristie                                                  | 1956 ; 1956        | Église Saint-Michel d'Espéraza |
| Église Saints-Julien-et-Basilisse d'Espezel                                                                 | Espezel                                |                                                           | 42° 49′ 12″ nord, 2° 01′ 11″ est         |                | |                    | Image manquante Téléverser |
| Église Saint-Étienne de Villerouge-la-Crémade                                                               | Fabrezan                               |                                                           | 43° 06′ 46″ nord, 2° 44′ 30″ est         | « PA00102682 » | Classé MH | 1982               | Église Saint-Étienne de Villerouge-la-Crémade |
| Église Saint-Vincent de Fabrezan                                                                            | Fabrezan                               |                                                           | 43° 08′ 10″ nord, 2° 41′ 58″ est         |                | |                    | Image manquante Téléverser |
| Église de la Nativité de Fajac-en-Val                                                                       | Fajac-en-Val                           |                                                           | 43° 07′ 18″ nord, 2° 27′ 26″ est         |                | |                    | Image manquante Téléverser |
| Église de l'Assomption de Fajac-la-Relenque                                                                 | Fajac-la-Relenque                      |                                                           | 43° 16′ 51″ nord, 1° 43′ 28″ est         |                | |                    | Image manquante Téléverser |
| Église Notre-Dame-de-l'Assomption de Fanjeaux                                                               | Fanjeaux                               |                                                           | 43° 11′ 14″ nord, 2° 02′ 07″ est         | « PA00102685 » | Classé MH Le clocher ; Classé MH L'église | 1908 ; 1921        | Église Notre-Dame-de-l'Assomption de Fanjeaux |
| Église Notre-Dame-du-Rosaire du monastère des Dominicaines de Prouilhe                                      | Fanjeaux                               |                                                           | 43° 11′ 40″ nord, 2° 03′ 31″ est         |                | |                    | Église Notre-Dame-du-Rosaire du monastère des Dominicaines de Prouilhe                                                                                        |
| Église Notre-Dame de Félines-Termenès                                                                       | Félines-Termenès                       |                                                           | 42° 59′ 19″ nord, 2° 37′ 00″ est         | « PA00102686 » | Inscrit MH Église ainsi que les restes de carrelage du 14e siècle, dans le sanctuaire, à l'exception des deux chapelles                                                                  | 1948               | Église Notre-Dame de Félines-Termenès |
| Église Saint-Martin de Fendeille                                                                            | Fendeille                              |                                                           | 43° 16′ 09″ nord, 1° 56′ 34″ est         |                | |                    | Image manquante Téléverser |
| Église Saint-Martin de Fenouillet-du-Razès                                                                  | Fenouillet-du-Razès                    |                                                           | 43° 09′ 25″ nord, 2° 01′ 42″ est         |                | |                    | Église Saint-Martin de Fenouillet-du-Razès |
| Église Saint-Genès de Ferrals-les-Corbières                                                                 | Ferrals-les-Corbières                  |                                                           | 43° 08′ 46″ nord, 2° 43′ 39″ est         |                | |                    | Église Saint-Genès de Ferrals-les-Corbières |
| Église de la Décollation-de-Saint-Jean-Baptiste de Ferran                                                   | Ferran                                 |                                                           | 43° 09′ 09″ nord, 2° 05′ 25″ est         |                | |                    | Image manquante Téléverser |
| Église de la Nativité de Festes-et-Saint-André                                                              | Festes-et-Saint-André                  |                                                           | 42° 58′ 23″ nord, 2° 08′ 39″ est         |                | |                    | Église de la Nativité de Festes-et-Saint-André |
| Église Saint-André de Festes-et-Saint-André                                                                 | Festes-et-Saint-André                  |                                                           | 42° 57′ 50″ nord, 2° 07′ 33″ est         |                | |                    | Église Saint-André de Festes-et-Saint-André |
| Église de l'Assomption-de-la-Vierge de Feuilla                                                              | Feuilla                                |                                                           | 42° 55′ 54″ nord, 2° 54′ 37″ est         |                | |                    | Image manquante Téléverser |
| Église Saint-Julien-et-Sainte-Basilisse de Fitou                                                            | Fitou                                  |                                                           | 42° 53′ 30″ nord, 2° 58′ 25″ est         |                | |                    | Image manquante Téléverser |
| Église Saint-Martin de Fleury d'Aude                                                                        | Fleury                                 |                                                           | 43° 13′ 43″ nord, 3° 08′ 06″ est         |                | |                    | Église Saint-Martin de Fleury d'Aude |
| Église Saint-Pierre de Saint-Pierre-sur-Mer                                                                 | Fleury                                 |                                                           | 43° 10′ 48″ nord, 3° 11′ 12″ est         |                | |                    | Image manquante Téléverser |
| Église Saint-Étienne de Floure                                                                              | Floure                                 |                                                           | 43° 11′ 00″ nord, 2° 29′ 23″ est         |                | |                    | Image manquante Téléverser |
| Église de la Nativité-de-Saint-Jean-Baptiste de Fontanès-de-Sault                                           | Fontanès-de-Sault                      |                                                           | 42° 46′ 07″ nord, 2° 05′ 05″ est         |                | |                    | Image manquante Téléverser |
| Église Saint-Julien-Sainte-Basilisse de Fontcouverte                                                        | Fontcouverte                           |                                                           | 43° 10′ 05″ nord, 2° 41′ 11″ est         | « IA11000078 » | |                    | Église Saint-Julien-Sainte-Basilisse de Fontcouverte |
| Église Saint-Christol de Fonters-du-Razès                                                                   | Fonters-du-Razès                       |                                                           | 43° 13′ 43″ nord, 1° 56′ 06″ est         | « PA00102693 » | Inscrit MH | 1948               | Église Saint-Christol de Fonters-du-Razès |
| Église Saint-Clément de Fontiers-Cabardès                                                                   | Fontiers-Cabardès                      |                                                           | 43° 22′ 11″ nord, 2° 14′ 56″ est         | « PA00102692 » | Inscrit MH Église, à l'exception du porche | 1948               | Église Saint-Clément de Fontiers-Cabardès |
| Église Saint-Marcel de Fontiès-d'Aude                                                                       | Fontiès-d'Aude                         |                                                           | 43° 11′ 15″ nord, 2° 27′ 17″ est         |                | |                    | Église Saint-Marcel de Fontiès-d'Aude |
| Église Sainte-Léocadie de Fontjoncouse                                                                      | Fontjoncouse                           |                                                           | 43° 02′ 48″ nord, 2° 47′ 16″ est         | « PA00102695 » | Inscrit MH Eglise paroissiale et remparts adjacents | 1948               | Église Sainte-Léocadie de Fontjoncouse |
| Église de l'Assomption de Fournes-Cabardès                                                                  | Fournes-Cabardès                       |                                                           | 43° 20′ 58″ nord, 2° 23′ 49″ est         |                | |                    | Image manquante Téléverser |
| Église Saint-Michel de Fourtou                                                                              | Fourtou                                |                                                           | 42° 54′ 27″ nord, 2° 25′ 49″ est         |                | |                    | Image manquante Téléverser |
| Église Saint-Martin de Fraisse-Cabardès                                                                     | Fraisse-Cabardès                       |                                                           | 43° 19′ 32″ nord, 2° 16′ 15″ est         |                | |                    | Image manquante Téléverser |
| Église Sainte-Colombe de Fraissé-des-Corbières                                                              | Fraissé-des-Corbières                  |                                                           | 42° 57′ 43″ nord, 2° 51′ 38″ est         |                | |                    | Église Sainte-Colombe de Fraissé-des-Corbières |
| Église de l'Assomption de Gaja-et-Villedieu                                                                 | Gaja-et-Villedieu                      |                                                           | 43° 04′ 52″ nord, 2° 11′ 17″ est         |                | |                    | Église de l'Assomption de Gaja-et-Villedieu |
| Église Saint-Martin de Gaja-la-Selve                                                                        | Gaja-la-Selve                          |                                                           | 43° 11′ 43″ nord, 1° 53′ 43″ est         |                | |                    | Image manquante Téléverser |
| Église Saint-Jean de Galinagues                                                                             | Galinagues                             |                                                           | 42° 48′ 31″ nord, 2° 02′ 41″ est         |                | |                    | Image manquante Téléverser |
| Église Saint-Pierre-et-Saint-Paul de Gardie                                                                 | Gardie                                 |                                                           | 43° 04′ 31″ nord, 2° 17′ 59″ est         |                | |                    | Image manquante Téléverser |
| Église Saint-Jean-Baptiste de Gincla                                                                        | Gincla                                 |                                                           | 42° 45′ 42″ nord, 2° 19′ 28″ est         |                | |                    | Église Saint-Jean-Baptiste de Gincla |
| Église Notre-Dame-des-Vals                                                                                  | Ginestas                               |                                                           | 43° 16′ 03″ nord, 2° 52′ 17″ est         | « PA00102697 » | Inscrit MH | 1951               | Église Notre-Dame-des-Vals |
| Église Saint-Luc de Ginestas                                                                                | Ginestas                               |                                                           | 43° 16′ 02″ nord, 2° 52′ 17″ est         |                | |                    | Image manquante Téléverser |
| Église Saint-André de Ginoles                                                                               | Ginoles                                |                                                           | 42° 52′ 05″ nord, 2° 09′ 25″ est         |                | |                    | Église Saint-André de Ginoles |
| Église Saint-Étienne de Gourvieille                                                                         | Gourvieille                            |                                                           | 43° 20′ 23″ nord, 1° 46′ 54″ est         |                | |                    | Image manquante Téléverser |
| Église Notre-Dame de Gramazie                                                                               | Gramazie                               |                                                           | 43° 08′ 22″ nord, 2° 05′ 49″ est         | « PA00102698 » | Inscrit MH Église, à l'exception de la chapelle Nord | 1948               | Église Notre-Dame de Gramazie |
| Église Saint-Ferriol de Granès (une niche sur la façade sud abrite une statue de Sainte Germaine de Pibrac) | Granès                                 |                                                           | 42° 53′ 47″ nord, 2° 14′ 52″ est         |                | |                    | Église Saint-Ferriol de GranèsPanneau d'information placé à l'entrée de l'église (une niche sur la façade sud abrite une statue de Sainte Germaine de Pibrac) |
| Église Saint-Cyr-et-Sainte-Julitte de Greffeil                                                              | Greffeil                               |                                                           | 43° 04′ 43″ nord, 2° 22′ 37″ est         | « PA00102699 » | Inscrit MH Église, à l'exception des chapelles latérales | 1948               | Église Saint-Cyr-et-Sainte-Julitte de Greffeil |
| Église Notre-Dame-de-l'Assomption de Gruissan                                                               | Gruissan                               |                                                           | 43° 06′ 26″ nord, 3° 05′ 06″ est         | « IA11000069 » | |                    | Église Notre-Dame-de-l'Assomption de Gruissan |
| Église Saint-Amand d'Homps                                                                                  | Homps                                  |                                                           | 43° 16′ 04″ nord, 2° 43′ 11″ est         |                | |                    | Image manquante Téléverser |
| Église Saint-Michel de Homps                                                                                | Homps                                  |                                                           | 43° 16′ 04″ nord, 2° 43′ 11″ est         |                | |                    | Église Saint-Michel de Homps |
| Église Saint-Martin d'Hounoux                                                                               | Hounoux                                |                                                           | 43° 07′ 45″ nord, 2° 00′ 06″ est         |                | |                    | Église Saint-Martin d'Hounoux |
| Église de l'Assomption d'Issel                                                                              | Issel                                  |                                                           | 43° 22′ 04″ nord, 1° 59′ 24″ est         |                | |                    | Image manquante Téléverser |
| Église Saint-Saturnin de Jonquières                                                                         | Jonquières                             |                                                           | 43° 02′ 23″ nord, 2° 43′ 46″ est         |                | |                    | Image manquante Téléverser |
| Vestiges de l'abbatiale Saint-Jacques de Joucou                                                             | Joucou                                 |                                                           | 42° 49′ 34,561″ nord, 2° 05′ 16,836″ est |                | |                    | Vestiges de l'abbatiale Saint-Jacques de Joucou |
| Église Saint-Thomas de Joucou                                                                               | Joucou                                 |                                                           | 42° 49′ 32″ nord, 2° 05′ 17″ est         |                | |                    | Église Saint-Thomas de Joucou |
| Église de la Nativité-de-Notre-Dame de La Bezole                                                            | La Bezole                              |                                                           | 43° 02′ 02″ nord, 2° 06′ 28″ est         |                | |                    | Église de la Nativité-de-Notre-Dame de La Bezole |
| Église de la Sainte-Vierge de La Cassaigne                                                                  | La Cassaigne                           |                                                           | 43° 12′ 12″ nord, 1° 59′ 46″ est         |                | |                    | Image manquante Téléverser |
| Église Sainte-Colombe de La Digne-d'Amont                                                                   | La Digne-d'Amont                       |                                                           | 43° 02′ 27″ nord, 2° 09′ 37″ est         | « PA00102670 » | Inscrit MH Élévation des murs Nord et Ouest et du clocher ; porte Ouest avec clef sculptée ; porte fortifiée adjacente, au Nord, avec clef sculptée                                      | 1948               | Église Sainte-Colombe de La Digne-d'Amont |
| Église Saint-Jacques-le-Majeur de La Digne-d'Aval                                                           | La Digne-d'Aval                        |                                                           | 43° 02′ 47″ nord, 2° 10′ 45″ est         |                | |                    | Église Saint-Jacques-le-Majeur de La Digne-d'Aval |
| Église de la Madeleine de La Fajolle                                                                        | La Fajolle                             |                                                           | 42° 46′ 14″ nord, 1° 57′ 53″ est         |                | |                    | Image manquante Téléverser |
| Église de la Nativité-de-Notre-Dame de La Force                                                             | La Force                               |                                                           | 43° 11′ 39″ nord, 2° 05′ 31″ est         |                | |                    | Église de la Nativité-de-Notre-Dame de La Force |
| Église Saint-Martin de La Louvière-Lauragais                                                                | La Louvière-Lauragais                  |                                                           | 43° 15′ 49″ nord, 1° 45′ 08″ est         |                | |                    | Image manquante Téléverser |
| Église Saint-Jean de La Palme                                                                               | La Palme                               |                                                           | 42° 58′ 32″ nord, 2° 59′ 28″ est         |                | |                    | Église Saint-Jean de La Palme |
| Église Saint-Laurent de La Palme                                                                            | La Palme                               |                                                           | à géolocaliser                           |                | |                    | Image manquante Téléverser |
| Église Saint-Christophe de La Pomarède                                                                      | La Pomarède                            |                                                           | 43° 24′ 18″ nord, 1° 56′ 59″ est         |                | |                    | Image manquante Téléverser |
| Église Saint-Pierre-ès-Liens de La Redorte                                                                  | La Redorte                             |                                                           | 43° 15′ 08″ nord, 2° 39′ 15″ est         |                | |                    | Image manquante Téléverser |
| Église Saint-Étienne de La Serpent                                                                          | La Serpent                             |                                                           | 42° 58′ 03″ nord, 2° 10′ 59″ est         |                | |                    | Image manquante Téléverser |
| Église Sainte-Anne de La Tourette-Cabardès                                                                  | La Tourette-Cabardès                   |                                                           | 43° 22′ 51″ nord, 2° 20′ 05″ est         | « PA00102910 » | Inscrit MH | 2013               | Église Sainte-Anne de La Tourette-Cabardès |
| Église Saint-Pierre-de-Vals                                                                                 | La Tourette-Cabardès                   |                                                           | 43° 22′ 28″ nord, 2° 20′ 43″ est         |                | |                    | Église Saint-Pierre-de-Vals |
| Église Saint-Sernin de Cupserviès                                                                           | Labastide-Esparbairenque               |                                                           | 43° 24′ 05″ nord, 2° 22′ 42″ est         | « PA00102706 » | Inscrit MH | 1976               | Église Saint-Sernin de Cupserviès |
| Église de la Nativité de Labastide-d'Anjou                                                                  | Labastide-d'Anjou                      |                                                           | 43° 20′ 46″ nord, 1° 51′ 06″ est         |                | |                    | Église de la Nativité de Labastide-d'Anjou |
| Église Saint-Étienne de Labastide-en-Val                                                                    | Labastide-en-Val                       |                                                           | 43° 04′ 31″ nord, 2° 28′ 24″ est         |                | |                    | Église Saint-Étienne de Labastide-en-Val |
| Église de la Nativité-de-Notre-Dame de Labécède-Lauragais                                                   | Labécède-Lauragais                     |                                                           | 43° 23′ 28″ nord, 2° 00′ 20″ est         |                | |                    | Image manquante Téléverser |
| Église Saint-Nazaire de Lacombe                                                                             | Lacombe                                |                                                           | 43° 23′ 51″ nord, 2° 13′ 56″ est         |                | |                    | Église Saint-Nazaire de Lacombe |
| Église Saint-Genès de Ladern-sur-Lauquet                                                                    | Ladern-sur-Lauquet                     |                                                           | 43° 06′ 18″ nord, 2° 21′ 09″ est         |                | |                    | Image manquante Téléverser |
| Église de l'abbaye cistercienne Sainte-Marie de Rieunette                                                   | Ladern-sur-Lauquet                     |                                                           | 43° 05′ 47″ nord, 2° 24′ 06″ est         |                | |                    | Église de l'abbaye cistercienne Sainte-Marie de Rieunette |
| Église de la Nativité de Lafage                                                                             | Lafage                                 |                                                           | 43° 10′ 27″ nord, 1° 51′ 40″ est         |                | |                    | Église de la Nativité de Lafage |
| Abbaye Sainte-Marie de Lagrasse                                                                             | Lagrasse                               |                                                           | 43° 05′ 25″ nord, 2° 37′ 01″ est         | « PA00102711 » | Classé MH | 1923 ; 1932 ; 1958 | Abbaye Sainte-Marie de Lagrasse |
| Église Saint-Michel de Lagrasse                                                                             | Lagrasse                               |                                                           | 43° 05′ 26″ nord, 2° 37′ 10″ est         | « PA00102712 » | Classé MH | 1925               | Église Saint-Michel de Lagrasse |
| Église de la Nativité-de-Notre-Dame de Lairière                                                             | Lairière                               |                                                           | 43° 00′ 56″ nord, 2° 28′ 56″ est         |                | |                    | Image manquante Téléverser |
| Église de la Nativité-de-Saint-Jean-Baptiste de Lanet                                                       | Lanet                                  |                                                           | 42° 57′ 54″ nord, 2° 29′ 48″ est         |                | |                    | Image manquante Téléverser |
| Église Saint-Louis de Laprade                                                                               | Laprade                                |                                                           | 43° 26′ 20″ nord, 2° 15′ 37″ est         |                | |                    | Image manquante Téléverser |
| Église Saint-Cyr-et-Sainte-Juliette de Laroque-de-Fa                                                        | Laroque-de-Fa                          |                                                           | 42° 57′ 23″ nord, 2° 33′ 54″ est         |                | |                    | Image manquante Téléverser |
| Église Saint-Christophe de Lasbordes                                                                        | Lasbordes                              |                                                           | 43° 17′ 41″ nord, 2° 02′ 41″ est         | « PA00102726 » | Inscrit MH Église ; Classé MH Parois murales du choeur avec leurs peintures | 1988 ; 1993        | Église Saint-Christophe de Lasbordes |
| Église Saint-Étienne de Lasserre-de-Prouille                                                                | Lasserre-de-Prouille                   |                                                           | 43° 10′ 45″ nord, 2° 05′ 00″ est         |                | |                    | Église Saint-Étienne de Lasserre-de-Prouille |
| Église Saint-Pierre-et-Saint-Paul de Lastours                                                               | Lastours                               |                                                           | 43° 19′ 54″ nord, 2° 22′ 51″ est         |                | |                    | Église Saint-Pierre-et-Saint-Paul de Lastours |
| Église Saint-Pierre-et-Saint-Paul de Laurabuc                                                               | Laurabuc                               |                                                           | 43° 14′ 51″ nord, 1° 58′ 48″ est         |                | |                    | Image manquante Téléverser |
| Église Saint-Laurent de Laurac                                                                              | Laurac                                 |                                                           | 43° 13′ 46″ nord, 1° 58′ 31″ est         | « PA00102731 » | Inscrit MH Église, à l'exception de la chapelle Sud, de la partie reconstruite du mur Sud et de l'étage supérieur du clocher                                                             | 1948               | Église Saint-Laurent de Laurac |
| Église Saint-André de Lauraguel                                                                             | Lauraguel                              |                                                           | 43° 05′ 56″ nord, 2° 10′ 28″ est         |                | |                    | Église Saint-André de Lauraguel |
| Église Saint-Jean-Baptiste de Laure-Minervois                                                               | Laure-Minervois                        |                                                           | 43° 16′ 21″ nord, 2° 31′ 12″ est         | « PA11000033 » | Inscrit MH | 2006               | Église Saint-Jean-Baptiste de Laure-Minervois |
| Église Saint-Cornélien de Buadelle                                                                          | Laure-Minervois                        |                                                           | 43° 14′ 19″ nord, 2° 28′ 36″ est         |                | |                    | Image manquante Téléverser |
| Église Sainte-Eulalie de Lavalette                                                                          | Lavalette                              |                                                           | 43° 11′ 07″ nord, 2° 16′ 03″ est         |                | |                    | Image manquante Téléverser |
| Église Saint-Étienne du Bousquet                                                                            | Le Bousquet                            |                                                           | 42° 44′ 38″ nord, 2° 09′ 51″ est         |                | |                    | Église Saint-Étienne du Bousquet |
| Église de l'Assomption du Clat                                                                              | Le Clat                                |                                                           | 42° 47′ 09″ nord, 2° 10′ 02″ est         |                | |                    | Église de l'Assomption du Clat |
| Église de l'Assomption des Brunels                                                                          | Les Brunels                            |                                                           | 43° 24′ 13″ nord, 2° 02′ 55″ est         |                | |                    | Église de l'Assomption des Brunels |
| Église Saint-Étienne des Cassés                                                                             | Les Cassés                             |                                                           | 43° 25′ 32″ nord, 1° 52′ 05″ est         | « PA00102620 » | Inscrit MH Élévation et voûte de la chapelle Nord | 1948               | Église Saint-Étienne des Cassés |
| Église Saint-Hilaire des Ilhes                                                                              | Les Ilhes                              |                                                           | 43° 21′ 03″ nord, 2° 22′ 43″ est         |                | |                    | Église Saint-Hilaire des Ilhes |
| Église Saint-Mathieu des Martys                                                                             | Les Martys                             |                                                           | 43° 24′ 59″ nord, 2° 18′ 26″ est         |                | |                    | Image manquante Téléverser |
| Église Notre-Dame-de-la-Nativité de Lespinassière                                                           | Lespinassière                          |                                                           | 43° 24′ 12″ nord, 2° 32′ 22″ est         | « PA11000049 » | Inscrit MH | 2015               | Image manquante Téléverser |
| Église Saint-Pierre-ès-Liens de Leuc                                                                        | Leuc                                   |                                                           | 43° 08′ 50″ nord, 2° 32′ 22″ est         | « IA11000064 » | |                    | Église Saint-Pierre-ès-Liens de Leuc |
| Église Saint-Jacques de Port-Leucate                                                                        | Leucate                                |                                                           | 42° 51′ 16″ nord, 3° 02′ 17″ est         |                | |                    | Image manquante Téléverser |
| Église de l'Assomption de Leucate                                                                           | Leucate                                |                                                           | 42° 54′ 34″ nord, 3° 01′ 39″ est         |                | |                    | Image manquante Téléverser |
| Église Saint-Félix de Lézignan-Corbières                                                                    | Lézignan-Corbières                     |                                                           | 43° 12′ 07″ nord, 2° 45′ 29″ est         | « PA00102743 » | Inscrit MH | 1951               | Église Saint-Félix de Lézignan-Corbières |
| Église de l'Assomption de Lignairolles                                                                      | Lignairolles                           |                                                           | 43° 05′ 49″ nord, 1° 59′ 41″ est         |                | |                    | Église de l'Assomption de Lignairolles |
| Église Saint-Michel de Limousis                                                                             | Limousis                               |                                                           | 43° 20′ 03″ nord, 2° 24′ 09″ est         |                | |                    | Image manquante Téléverser |
| Basilique Notre-Dame de Marceille                                                                           | Limoux                                 | route Pieusse                                             | 43° 04′ 02″ nord, 2° 13′ 34″ est         | « PA00102747 » | Inscrit MH | 1948               | Basilique Notre-Dame de Marceille |
| Église Saint-Martin de Limoux                                                                               | Limoux                                 | rue Saint-Martin                                          | 2° 13′ 07″ nord, 2° 13′ 07″ est          | « PA00102748 » | Inscrit MH Église, à l'exception des parties restaurées au 19e siècle (flèche du clocher, arcs et voûtes de la nef, clochetons Nord et Sud)                                              | 1948               | Église Saint-Martin de Limoux |
| Église de la Miséricorde de Limoux                                                                          | Limoux                                 | rue des Augustins                                         | 43° 03′ 15″ nord, 2° 13′ 00″ est         | « PA11000058 » | Inscrit MH | 2020               | Église de la Miséricorde de Limoux |
| Église Notre-Dame-de-l'Assomption de Limoux                                                                 | Limoux                                 | rue Anne Marie Javouhey                                   | 43° 03′ 14″ nord, 2° 13′ 20″ est         |                | |                    | Église Notre-Dame-de-l'Assomption de Limoux |
| Église Saint-Joseph de Limoux                                                                               | Limoux                                 | de l'institut agricole Saint-Joseph, avenue André Chenier | 43° 03′ 32″ nord, 2° 13′ 19″ est         |                | |                    | Image manquante Téléverser |
| Ancienne église Saint-Jacques de Limoux                                                                     | Limoux                                 | rue Notre-Dame du Rosaire (musée du piano)                | 43° 03′ 16″ nord, 2° 13′ 19″ est         |                | |                    | Ancienne église Saint-Jacques de Limoux |
| Église Notre-Dame de Limoux                                                                                 | Limoux                                 |                                                           | à géolocaliser                           |                | |                    | Image manquante Téléverser |
| Église Notre-Dame de Loupia                                                                                 | Loupia                                 |                                                           | 43° 03′ 46″ nord, 2° 06′ 44″ est         | « PA00102754 » | Inscrit MH Portails Nord et Sud ainsi que les sculptures de la façade méridionale | 1948               | Église Notre-Dame de Loupia |
| Église Sainte-Léocadie de Luc-sur-Aude                                                                      | Luc-sur-Aude                           |                                                           | 42° 57′ 31″ nord, 2° 16′ 10″ est         |                | |                    | Église Sainte-Léocadie de Luc-sur-Aude |
| Église Notre-Dame-de-l'Assomption de Luc-sur-Orbieu                                                         | Luc-sur-Orbieu                         |                                                           | 43° 10′ 35″ nord, 2° 47′ 14″ est         |                | |                    | Image manquante Téléverser |
| Église Saint-Julien-et-Sainte-Basilisse de Magrie                                                           | Magrie                                 |                                                           | 43° 01′ 42″ nord, 2° 12′ 00″ est         |                | |                    | Église Saint-Julien-et-Sainte-Basilisse de Magrie |
| Église Saint-Paul-et-Saint-Serge de Mailhac                                                                 | Mailhac                                |                                                           | 43° 18′ 13″ nord, 2° 49′ 44″ est         |                | |                    | Image manquante Téléverser |
| Église Saint-Jean-de-Caps de Mailhac                                                                        | Mailhac                                |                                                           | à géolocaliser                           |                | |                    | Image manquante Téléverser |
| Église Saint-André de Maisons                                                                               | Maisons                                |                                                           | 42° 55′ 38″ nord, 2° 37′ 59″ est         |                | |                    | Image manquante Téléverser |
| Église Saint-Ferréol de Malras                                                                              | Malras                                 |                                                           | 43° 03′ 47″ nord, 2° 10′ 22″ est         |                | |                    | Église Saint-Ferréol de Malras |
| Église de Malves-en-Minervois                                                                               | Malves-en-Minervois                    |                                                           | 43° 15′ 11″ nord, 2° 26′ 31″ est         |                | |                    | Image manquante Téléverser |
| Église Saint-Félix de Malviès                                                                               | Malviès                                |                                                           | 43° 07′ 06″ nord, 2° 11′ 04″ est         |                | |                    | Église Saint-Félix de Malviès |
| Église Saint-Géniès de Marcorignan                                                                          | Marcorignan                            |                                                           | 43° 13′ 30″ nord, 2° 55′ 20″ est         |                | |                    | Église Saint-Géniès de Marcorignan |
| Église Saint-Saturnin de Marquein                                                                           | Marquein                               |                                                           | 43° 18′ 17″ nord, 1° 43′ 33″ est         |                | |                    | Image manquante Téléverser |
| Église Saint-Loup-de-Sens de Marsa                                                                          | Marsa                                  |                                                           | 42° 49′ 20″ nord, 2° 09′ 19″ est         | « PA00102761 » | Inscrit MH Clocher | 1948               | Église Saint-Loup-de-Sens de Marsa |
| Église Saint-André de Marseillette                                                                          | Marseillette                           |                                                           | 43° 12′ 08″ nord, 2° 32′ 27″ est         | « IA11000074 » | |                    | Image manquante Téléverser |
| Église Saint-Étienne de Mas-Cabardès                                                                        | Mas-Cabardès                           |                                                           | 43° 22′ 16″ nord, 2° 21′ 42″ est         | « PA00102763 » | Inscrit MH Clocher | 1926               | Église Saint-Étienne de Mas-Cabardès |
| Église Saintes-Puelles de Mas-Saintes-Puelles                                                               | Mas-Saintes-Puelles                    |                                                           | 43° 18′ 49″ nord, 1° 52′ 34″ est         | « PA00102765 » | Classé MH Portail au Sud | 1908               | Église Saintes-Puelles de Mas-Saintes-Puelles |
| Église Saint-Étienne de Mas-des-Cours                                                                       | Mas-des-Cours                          |                                                           | 43° 07′ 47″ nord, 2° 25′ 28″ est         | « IA11000059 » | |                    | Image manquante Téléverser |
| Église Saint-Julien de Massac                                                                               | Massac                                 |                                                           | 42° 55′ 08″ nord, 2° 34′ 23″ est         |                | |                    | Église Saint-Julien de Massac |
| Église Saint-Pierre de Mayreville                                                                           | Mayreville                             |                                                           | 43° 14′ 22″ nord, 1° 50′ 27″ est         |                | |                    | Église Saint-Pierre de Mayreville |
| Église Saint-André de Mayronnes                                                                             | Mayronnes                              |                                                           | à géolocaliser                           |                | |                    | Église Saint-André de Mayronnes |
| Église de l'Assomption de Mazerolles-du-Razès                                                               | Mazerolles-du-Razès                    |                                                           | 43° 08′ 19″ nord, 2° 04′ 15″ est         | « PA00102769 » | Inscrit MH Clocher-mur et portail | 1948               | Église de l'Assomption de Mazerolles-du-Razès |
| Église de la Sainte-Vierge de Mazuby                                                                        | Mazuby                                 |                                                           | 42° 48′ 07″ nord, 2° 02′ 03″ est         |                | |                    | Image manquante Téléverser |
| Église Sainte-Madeleine de Mérial                                                                           | Mérial                                 |                                                           | 42° 47′ 19″ nord, 1° 58′ 47″ est         |                | |                    | Image manquante Téléverser |
| Église Saint-Étienne de Mézerville                                                                          | Mézerville                             |                                                           | 43° 15′ 35″ nord, 1° 47′ 34″ est         |                | |                    | Image manquante Téléverser |
| Église de Saint-Pierre de Vals de Miraval-Cabardes                                                          | Miraval-Cabardès                       |                                                           | 43° 22′ 27″ nord, 2° 20′ 44″ est         |                | |                    | Image manquante Téléverser |
| Église Notre-Dame-de-La-Lauze de Miraval-Cabardès                                                           | Miraval-Cabardès                       |                                                           | 43° 22′ 56″ nord, 2° 20′ 43″ est         |                | |                    | Église Notre-Dame-de-La-Lauze de Miraval-Cabardès |
| Église Saint-Sébastien de Mirepeisset                                                                       | Mirepeisset                            |                                                           | 43° 17′ 00″ nord, 2° 53′ 45″ est         |                | |                    | Église Saint-Sébastien de Mirepeisset |
| Église Saint-Jean-Baptiste de Mireval-Lauragais                                                             | Mireval-Lauragais                      |                                                           | 43° 15′ 16″ nord, 1° 57′ 33″ est         | « PA00102729 » | Inscrit MH | 1994               | Église Saint-Jean-Baptiste de Mireval-Lauragais |
| Église Saint-Vincent de Missègre                                                                            | Missègre                               |                                                           | 43° 00′ 15″ nord, 2° 22′ 24″ est         |                | |                    | Image manquante Téléverser |
| Église de l'Assomption-de-Notre-Dame de Molandier                                                           | Molandier                              |                                                           | 43° 14′ 45″ nord, 1° 42′ 59″ est         | « PA00102771 » | Inscrit MH Clocher-mur et portail | 1948               | Église de l'Assomption-de-Notre-Dame de Molandier |
| Église Saint-Martin de Molleville                                                                           | Molleville                             |                                                           | 43° 18′ 41″ nord, 1° 50′ 06″ est         |                | |                    | Image manquante Téléverser |
| Église de la Sainte-Vierge de Montauriol                                                                    | Montauriol                             |                                                           | 43° 16′ 38″ nord, 1° 50′ 12″ est         |                | |                    | Image manquante Téléverser |
| Église Sainte-Cécile de Montazels                                                                           | Montazels                              |                                                           | 42° 56′ 41″ nord, 2° 14′ 45″ est         |                | |                    | Église Sainte-Cécile de Montazels |
| Église de l'Assomption de Montbrun-des-Corbières                                                            | Montbrun-des-Corbières                 |                                                           | 43° 11′ 53″ nord, 2° 41′ 02″ est         |                | |                    | Image manquante Téléverser |
| Église Saint-Julien-Saint-Basilisse de Montclar                                                             | Montclar                               |                                                           | 43° 08′ 06″ nord, 2° 14′ 53″ est         |                | |                    | Image manquante Téléverser |
| Église Saint-Pierre d'Alzonne                                                                               | Montferrand                            |                                                           | 43° 21′ 36″ nord, 1° 49′ 04″ est         | « PA00102778 » | Inscrit MH Chevet roman, sauf la fenêtre orientale | 1948               | Église Saint-Pierre d'Alzonne |
| Église Saint-Laurent de Saint-Laurent (Montferrand)                                                         | Montferrand                            |                                                           | 43° 22′ 57″ nord, 1° 48′ 47″ est         |                | |                    | Image manquante Téléverser |
| Église Saints-Pierre-et-Paul de Montferrand                                                                 | Montferrand                            |                                                           | 43° 21′ 54″ nord, 1° 49′ 06″ est         |                | |                    | Église Saints-Pierre-et-Paul de Montferrand |
| Église de la Décollation-de-Saint-Jean-Baptiste de Montfort-sur-Boulzane                                    | Montfort-sur-Boulzane                  |                                                           | 42° 44′ 36″ nord, 2° 18′ 30″ est         |                | |                    | Église de la Décollation-de-Saint-Jean-Baptiste de Montfort-sur-Boulzane                                                                                      |
| Église Sainte-Colombe de Montgaillard                                                                       | Montgaillard                           |                                                           | 42° 54′ 40″ nord, 2° 37′ 28″ est         |                | |                    | Image manquante Téléverser |
| Église Saint-André de Montgradail                                                                           | Montgradail                            |                                                           | 43° 07′ 18″ nord, 2° 01′ 32″ est         |                | |                    | Église Saint-André de Montgradail |
| Église Saint-André de Monthaut                                                                              | Monthaut                               |                                                           | 43° 04′ 41″ nord, 2° 03′ 41″ est         |                | |                    | Image manquante Téléverser |
| Église Saint-Julien de Montirat                                                                             | Montirat                               |                                                           | 43° 10′ 22″ nord, 2° 26′ 22″ est         |                | |                    | Image manquante Téléverser |
| Église de Montirat                                                                                          | Montirat                               |                                                           | à géolocaliser                           |                | |                    | Image manquante Téléverser |
| Église Saint-Gaudéric de Montjardin                                                                         | Montjardin                             |                                                           | 42° 58′ 56″ nord, 2° 01′ 43″ est         |                | |                    | Église Saint-Gaudéric de Montjardin |
| Église Notre-Dame de Montjoi                                                                                | Montjoi                                |                                                           | 42° 59′ 36″ nord, 2° 28′ 57″ est         |                | |                    | Église Notre-Dame de Montjoi |
| Église Saint-Baudile de Montmaur                                                                            | Montmaur                               |                                                           | 43° 23′ 36″ nord, 1° 50′ 40″ est         | « PA00102781 » | Inscrit MH | 1948               | Église Saint-Baudile de Montmaur |
| Église Saint-André de Montolieu                                                                             | Montolieu                              |                                                           | 43° 18′ 39″ nord, 2° 12′ 52″ est         | « PA00102783 » | Classé MH | 1972               | Église Saint-André de Montolieu |
| Église Saint-Jean-Baptiste de Montolieu                                                                     | Montolieu                              |                                                           | à géolocaliser                           |                | |                    | Image manquante Téléverser |
| Collégiale Saint-Vincent de Montréal                                                                        | Montréal                               |                                                           | 43° 11′ 58″ nord, 2° 08′ 35″ est         | « PA00102784 » | Classé MH | 1862               | Collégiale Saint-Vincent de Montréal |
| Église Saint-Martin de Montredon-des-Corbières                                                              | Montredon-des-Corbières                |                                                           | 43° 11′ 28″ nord, 2° 55′ 38″ est         |                | |                    | Église Saint-Martin de Montredon-des-Corbières |
| Église Saint-Félix de Montséret                                                                             | Montséret                              |                                                           | 43° 06′ 14″ nord, 2° 48′ 38″ est         |                | |                    | Église Saint-Félix de Montséret |
| Église Saint-Félix de Monze                                                                                 | Monze                                  |                                                           | 43° 09′ 23″ nord, 2° 27′ 31″ est         |                | |                    | Église Saint-Félix de Monze |
| Église Notre-Dame de Moussan                                                                                | Moussan                                |                                                           | 43° 13′ 55″ nord, 2° 56′ 54″ est         |                | |                    | Image manquante Téléverser |
| Église Saint-Martin de Moussoulens                                                                          | Moussoulens                            |                                                           | 43° 16′ 47″ nord, 2° 13′ 42″ est         | « IA11000055 » | |                    | Église Saint-Martin de Moussoulens |
| Église Saint-Julien-et-Sainte-Basilisse de Mouthoumet                                                       | Mouthoumet                             |                                                           | 42° 57′ 37″ nord, 2° 31′ 34″ est         |                | |                    | Église Saint-Julien-et-Sainte-Basilisse de Mouthoumet |
| Église Saint-André de Moux                                                                                  | Moux                                   |                                                           | 43° 10′ 53″ nord, 2° 39′ 10″ est         |                | |                    | Église Saint-André de Moux |
| Église de 1835 de Moux                                                                                      | Moux                                   |                                                           | à géolocaliser                           |                | |                    | Image manquante Téléverser |
| Cathédrale Saint-Just-et-Saint-Pasteur de Narbonne                                                          | Narbonne                               | rue Armand Gauthier / rue Gustave Fabre                   | 43° 11′ 05″ nord, 3° 00′ 13″ est         | « PA00102790 » | Classé MH | 1840               | Cathédrale Saint-Just-et-Saint-Pasteur de Narbonne |
| Notre-Dame de Lamourguier                                                                                   | Narbonne                               | rue de Lamourguier (musée lapidaire).                     | 43° 10′ 52″ nord, 3° 00′ 15″ est         | « PA00102802 » | Classé MH | 1900               | Notre-Dame de Lamourguier |
| Basilique Saint-Paul de Narbonne                                                                            | Narbonne                               | 1 Rue de l'Hôtel Dieu                                     | 43° 10′ 54″ nord, 2° 59′ 58″ est         | « PA00102805 » | Classé MH | 1862               | Basilique Saint-Paul de Narbonne |
| Église Notre-Dame-de-Grâces de Narbonne                                                                     | Narbonne                               | 12a Rue de Belfort                                        | 43° 10′ 51″ nord, 3° 00′ 10″ est         | « PA00102791 » | Classé MH Portail ; Classé MH Chapelle | 1911 ; 1986        | Église Notre-Dame-de-Grâces de Narbonne |
| Église et couvent des Cordeliers                                                                            | Narbonne                               |                                                           | 43° 11′ 12″ nord, 3° 00′ 28″ est         | « PA00102799 » | Inscrit MH Chevet, choeur, chapelles et sacristie de l'église ; cloître et ses annexes ; portail d'entrée                                                                                | 1947               | Église et couvent des Cordeliers |
| Église Notre-Dame des Olieux                                                                                | Narbonne                               |                                                           | 43° 08′ 57″ nord, 3° 03′ 18″ est         | « PA00102800 » | Inscrit MH L'ancienne église | 1951               | Église Notre-Dame des Olieux |
| Église des Jacobins de Narbonne                                                                             | Narbonne                               |                                                           | 43° 10′ 54″ nord, 3° 00′ 17″ est         | « PA00102801 » | Inscrit MH | 1946               | Église des Jacobins de Narbonne |
| Église de la Major de Narbonne                                                                              | Narbonne                               |                                                           | 43° 11′ 02″ nord, 3° 00′ 21″ est         | « PA00102803 » | Inscrit MH | 1946               | Église de la Major de Narbonne |
| Église Saint-Sébastien de Narbonne                                                                          | Narbonne                               | 11 Rue Michelet                                           | 43° 11′ 10″ nord, 3° 00′ 25″ est         | « PA00102806 » | Classé MH | 1913               | Église Saint-Sébastien de Narbonne |
| Église Saint-Jean Saint-Pierre de Narbonne                                                                  | Narbonne                               |                                                           | 43° 11′ 04″ nord, 2° 58′ 47″ est         |                | |                    | Image manquante Téléverser |
| Église Saint-Bonaventure de Narbonne                                                                        | Narbonne                               | 3 Rue Barbès                                              | 43° 11′ 07″ nord, 2° 59′ 42″ est         |                | |                    | Image manquante Téléverser |
| Église Notre-Dame des Champs de Narbonne                                                                    | Narbonne                               | 10 Rue de l'Indépendance                                  | 43° 11′ 19″ nord, 3° 00′ 41″ est         |                | |                    | Église Notre-Dame des Champs de Narbonne |
| Église Sainte-Bernadette de Narbonne                                                                        | Narbonne                               | 20 Rue Marius Quermel                                     | 43° 11′ 02″ nord, 3° 00′ 58″ est         |                | |                    | Église Sainte-Bernadette de Narbonne |
| Église Sainte-Thérèse de Narbonne                                                                           | Narbonne                               |                                                           | 43° 11′ 42″ nord, 3° 01′ 00″ est         |                | |                    | Église Sainte-Thérèse de Narbonne |
| Église Notre-Dame-de-la-Mer de Narbonne Plage                                                               | Narbonne                               | avenue du Théâtre de Narbonne Plage                       | 43° 09′ 46″ nord, 3° 10′ 01″ est         |                | |                    | Image manquante Téléverser |
| Église des Carmes de Narbonne                                                                               | Narbonne                               |                                                           | 43° 11′ 03″ nord, 3° 00′ 00″ est         | « PA11000046 » | Inscrit MH Les vestiges de l'ancienne église | 2014               | Image manquante Téléverser |
| Abbatiale de Fontfroide de Narbonne                                                                         | Narbonne                               | Route Départementale 613                                  | 43° 07′ 38″ nord, 2° 53′ 53″ est         |                | |                    | Abbatiale de Fontfroide de Narbonne |
| Église de la Nativité-de-Notre-Dame de Nébias                                                               | Nébias                                 |                                                           | 42° 53′ 48″ nord, 2° 06′ 53″ est         |                | |                    | Église de la Nativité-de-Notre-Dame de Nébias |
| Église Saints-Paul-et-Serge de Névian                                                                       | Névian                                 |                                                           | 43° 12′ 42″ nord, 2° 54′ 15″ est         |                | |                    | Image manquante Téléverser |
| Église de la Nativité de Niort-de-Sault                                                                     | Niort-de-Sault                         |                                                           | 42° 48′ 06″ nord, 2° 00′ 08″ est         |                | |                    | Église de la Nativité de Niort-de-Sault |
| Église Saint-Saturnin d'Ornaisons                                                                           | Ornaisons                              |                                                           | 43° 10′ 54″ nord, 2° 50′ 22″ est         |                | |                    | Image manquante Téléverser |
| Église de la Décollation-de Saint-Jean-Baptiste d'Orsans                                                    | Orsans                                 |                                                           | 43° 09′ 40″ nord, 1° 58′ 54″ est         |                | |                    | Image manquante Téléverser |
| Église Saint-Jean-l'Évangéliste d'Ouveillan                                                                 | Ouveillan                              |                                                           | 43° 17′ 16″ nord, 2° 58′ 17″ est         | « PA00102844 » | Inscrit MH | 1926               | Église Saint-Jean-l'Évangéliste d'Ouveillan |
| Église Saint-Pierre-ès-Liens de Padern                                                                      | Padern                                 |                                                           | 42° 52′ 06″ nord, 2° 39′ 18″ est         |                | |                    | Église Saint-Pierre-ès-Liens de Padern |
| Collégiale de Molhet de Padern                                                                              | Padern                                 |                                                           | à géolocaliser                           |                | |                    | Image manquante Téléverser |
| Église Saint-Saturnin de Palairac                                                                           | Palairac                               |                                                           | 42° 57′ 21″ nord, 2° 39′ 40″ est         | « PA11000012 » | Inscrit MH Église, y compris les autels et la grille de communion | 1998               | Église Saint-Saturnin de Palairac |
| Église Saint-Étienne de Palaja                                                                              | Palaja                                 |                                                           | 43° 10′ 27″ nord, 2° 23′ 00″ est         | « PA00102846 » | Inscrit MH | 1961               | Église Saint-Étienne de Palaja |
| Église Notre-Dame-de-l'Assomption de Paraza                                                                 | Paraza                                 |                                                           | 43° 14′ 59″ nord, 2° 49′ 52″ est         |                | |                    | Image manquante Téléverser |
| Église Saint-Étienne de Pauligne                                                                            | Pauligne                               |                                                           | 43° 04′ 21″ nord, 2° 09′ 34″ est         |                | |                    | Église Saint-Étienne de Pauligne |
| Église de la Sainte-Vierge de Payra-sur-l'Hers                                                              | Payra-sur-l'Hers                       |                                                           | 43° 15′ 59″ nord, 1° 51′ 18″ est         | « PA00102851 » | Classé MH Portail ; Inscrit MH Église, à l'exclusion du portail classé | 1932 ; 1988        | Église de la Sainte-Vierge de Payra-sur-l'Hers |
| Église Saint-Félix de Paziols                                                                               | Paziols                                |                                                           | 42° 51′ 31″ nord, 2° 43′ 06″ est         |                | |                    | Image manquante Téléverser |
| Église Saint-Michel de Pech-Luna                                                                            | Pech-Luna                              |                                                           | 43° 12′ 58″ nord, 1° 50′ 31″ est         |                | |                    | Image manquante Téléverser |
| Église Saint-Paul du Py                                                                                     | Pécharic-et-le-Py                      |                                                           | 43° 11′ 34″ nord, 1° 49′ 47″ est         |                | |                    | Image manquante Téléverser |
| Église Saint-André de Pennautier                                                                            | Pennautier                             |                                                           | 43° 14′ 41″ nord, 2° 19′ 05″ est         |                | |                    | Image manquante Téléverser |
| Église Saint-Étienne de Pépieux                                                                             | Pépieux                                |                                                           | 43° 17′ 50″ nord, 2° 40′ 49″ est         | « PA00102855 » | Classé MH | 1927               | Église Saint-Étienne de Pépieux |
| Église Saint-Blaise de Pexiora                                                                              | Pexiora                                |                                                           | 43° 16′ 10″ nord, 2° 02′ 12″ est         |                | |                    | Église Saint-Blaise de Pexiora |
| Église Saint-Jean-Baptiste de Peyrefitte-du-Razès                                                           | Peyrefitte-du-Razès                    |                                                           | 43° 03′ 41″ nord, 2° 01′ 23″ est         |                | |                    | Église Saint-Jean-Baptiste de Peyrefitte-du-Razès |
| Église Saint-Martin de Peyrefitte-sur-l'Hers                                                                | Peyrefitte-sur-l'Hers                  |                                                           | 43° 14′ 50″ nord, 1° 49′ 43″ est         |                | |                    | Image manquante Téléverser |
| Église Saint-Genès de Peyrens                                                                               | Peyrens                                |                                                           | 43° 21′ 42″ nord, 1° 57′ 40″ est         |                | |                    | Image manquante Téléverser |
| Église de la Transfiguration-de-Jésus-Christ de Peyriac-Minervois                                           | Peyriac-Minervois                      |                                                           | 43° 17′ 31″ nord, 2° 34′ 05″ est         |                | |                    | Église de la Transfiguration-de-Jésus-Christ de Peyriac-Minervois                                                                                             |
| Église Saint-Paul de Peyriac-de-Mer                                                                         | Peyriac-de-Mer                         |                                                           | 43° 05′ 12″ nord, 2° 57′ 36″ est         | « PA00102856 » | Classé MH | 1914               | Église Saint-Paul de Peyriac-de-Mer |
| Église Saint-Saturnin de Peyrolles                                                                          | Peyrolles                              |                                                           | 42° 57′ 35″ nord, 2° 18′ 58″ est         |                | |                    | Image manquante Téléverser |
| Église Saint-Jean-Baptiste de Pezens                                                                        | Pezens                                 |                                                           | 43° 15′ 19″ nord, 2° 15′ 52″ est         | « IA11000042 » | |                    | Image manquante Téléverser |
| Église Saint-Genest de Pieusse                                                                              | Pieusse                                |                                                           | 43° 04′ 51″ nord, 2° 13′ 56″ est         | « PA11000025 » | Inscrit MH | 2003               | Église Saint-Genest de Pieusse |
| Église Saint-André de Pieusse                                                                               | Pieusse                                |                                                           | 43° 04′ 59″ nord, 2° 15′ 56″ est         | « PA00102859 » | Inscrit MH | 1951               | Image manquante Téléverser |
| Église Saints-Pierre-et-Paul de Plaigne                                                                     | Plaigne                                |                                                           | 43° 10′ 23″ nord, 1° 48′ 47″ est         |                | |                    | Image manquante Téléverser |
| Église Saint-André de Plavilla                                                                              | Plavilla                               |                                                           | 43° 08′ 53″ nord, 1° 54′ 54″ est         |                | |                    | Image manquante Téléverser |
| Église de l'Espinoux                                                                                        | Plavilla                               |                                                           | 43° 07′ 24″ nord, 1° 53′ 56″ est         | « PA00102862 » | Inscrit MH Vestiges | 1948               | Église de l'Espinoux |
| Église Saint-Julien-et-Sainte-Basilisse de Pomas                                                            | Pomas                                  |                                                           | 43° 06′ 40″ nord, 2° 17′ 35″ est         |                | |                    | Église Saint-Julien-et-Sainte-Basilisse de Pomas |
| Église Saint-Paul de Pomy                                                                                   | Pomy                                   |                                                           | 43° 03′ 34″ nord, 2° 03′ 55″ est         |                | |                    | Église Saint-Paul de Pomy |
| Église Notre-Dame-de-Bon-Voyage de Port-la-Nouvelle                                                         | Port-la-Nouvelle                       |                                                           | 43° 01′ 39″ nord, 3° 02′ 51″ est         |                | |                    | Église Notre-Dame-de-Bon-Voyage de Port-la-Nouvelle |
| Église Notre-Dame-des-Oubiels                                                                               | Portel-des-Corbières                   |                                                           | 43° 03′ 07″ nord, 2° 54′ 43″ est         | « PA00102864 » | Classé MH Vestiges | 1973               | Église Notre-Dame-des-Oubiels |
| Église Notre-Dame-de-l'Assomption de Portel-des-Corbières                                                   | Portel-des-Corbières                   |                                                           | 43° 03′ 19″ nord, 2° 55′ 19″ est         |                | |                    | Église Notre-Dame-de-l'Assomption de Portel-des-Corbières |
| Église Saint-Saturnin de Pouzols-Minervois                                                                  | Pouzols-Minervois                      |                                                           | 43° 17′ 18″ nord, 2° 49′ 19″ est         | « PA00102865 » | Classé MH | 1961               | Église Saint-Saturnin de Pouzols-Minervois |
| Église Saint-Jean-Baptiste de Pradelles-Cabardès                                                            | Pradelles-Cabardès                     |                                                           | 43° 24′ 30″ nord, 2° 26′ 46″ est         | « PA00102866 » | Inscrit MH Clocher | 1939               | Église Saint-Jean-Baptiste de Pradelles-Cabardès |
| Église Saint-Jean de Preixan                                                                                | Preixan                                |                                                           | 43° 08′ 45″ nord, 2° 17′ 20″ est         |                | |                    | Église Saint-Jean de Preixan |
| Église Saint-Laurent de Puginier                                                                            | Puginier                               |                                                           | 43° 22′ 36″ nord, 1° 55′ 39″ est         |                | |                    | Image manquante Téléverser |
| Église Notre-Dame de Puichéric                                                                              | Puichéric                              |                                                           | 43° 13′ 29″ nord, 2° 37′ 28″ est         | « PA00102869 » | Inscrit MH Église, à l'exception des parties classées ; Classé MH Chœur avec ses peintures murales                                                                                       | 1972 ; 1981        | Église Notre-Dame de Puichéric |
| Église Notre-Dame-du-Rosaire de Lapradelle                                                                  | Puilaurens                             |                                                           | 42° 48′ 37″ nord, 2° 18′ 26″ est         |                | |                    | Église Notre-Dame-du-Rosaire de Lapradelle |
| Église Saint-Laurent de Puilaurens                                                                          | Puilaurens                             |                                                           | 42° 47′ 58″ nord, 2° 18′ 21″ est         |                | |                    | Église Saint-Laurent de Puilaurens |
| Église Saint-Étienne de l'Escale                                                                            | Puivert                                |                                                           | 42° 53′ 05″ nord, 2° 02′ 44″ est         |                | |                    | Église Saint-Étienne de l'Escale |
| Église Saint-Marcel de Puivert                                                                              | Puivert                                |                                                           | 42° 55′ 12″ nord, 2° 02′ 44″ est         |                | |                    | Église Saint-Marcel de Puivert |
| Église Saint-Julien-et-Sainte-Basilisse de Brenac                                                           | Quillan                                |                                                           | 42° 53′ 29″ nord, 2° 09′ 13″ est         | « PA00102575 » | Inscrit MH Façades et toitures ; décor peint | 1987               | Église Saint-Julien-et-Sainte-Basilisse de Brenac |
| Église Notre-Dame-de-l'Assomption de Quillan                                                                | Quillan                                |                                                           | 42° 52′ 27″ nord, 2° 11′ 03″ est         |                | |                    | Église Notre-Dame-de-l'Assomption de Quillan |
| Église Saint-Nazaire-et-Saint-Celse de Laval                                                                | Quillan                                |                                                           | 42° 52′ 11″ nord, 2° 12′ 43″ est         |                | |                    | Église Saint-Nazaire-et-Saint-Celse de Laval |
| Église Sainte-Madeleine de Quintillan                                                                       | Quintillan                             |                                                           | 42° 57′ 58″ nord, 2° 42′ 35″ est         |                | |                    | Église Sainte-Madeleine de Quintillan |
| Église Saint-Loup de Quirbajou                                                                              | Quirbajou                              |                                                           | 42° 49′ 47″ nord, 2° 10′ 47″ est         |                | |                    | Église Saint-Loup de Quirbajou |
| Église Saint-Barthélemy de Raissac-d'Aude                                                                   | Raissac-d'Aude                         |                                                           | 43° 13′ 44″ nord, 2° 52′ 52″ est         |                | |                    | Église Saint-Barthélemy de Raissac-d'Aude |
| Église Saint-Michel de Raissac-sur-Lampy                                                                    | Raissac-d'Aude                         |                                                           | 43° 13′ 44″ nord, 2° 09′ 37″ est         |                | |                    | Image manquante Téléverser |
| Église Sainte-Marie-Madeleine de Rennes-le-Château                                                          | Rennes-le-Château                      |                                                           | 42° 55′ 41″ nord, 2° 15′ 46″ est         | « PA00132609 » | Inscrit MH | 1994               | Église Sainte-Marie-Madeleine de Rennes-le-Château |
| Église Saint-Nazaire-et-Saint-Celse de Rennes-les-Bains                                                     | Rennes-les-Bains                       |                                                           | 42° 55′ 07″ nord, 2° 19′ 11″ est         |                | |                    | Église Saint-Nazaire-et-Saint-Celse de Rennes-les-Bains |
| Église Saint-Sébastien de Ribaute                                                                           | Ribaute                                |                                                           | 43° 06′ 26″ nord, 2° 38′ 00″ est         |                | |                    | Église Saint-Sébastien de Ribaute |
| Église de l'Assomption de Ribouisse                                                                         | Ribouisse                              |                                                           | 43° 10′ 58″ nord, 1° 53′ 52″ est         |                | |                    | Image manquante Téléverser |
| Église de la Nativité-de-Notre-Dame de Ricaud                                                               | Ricaud                                 |                                                           | 43° 20′ 47″ nord, 1° 53′ 24″ est         |                | |                    | Image manquante Téléverser |
| Église de l'Assomption de Rieux-Minervois                                                                   | Rieux-Minervois                        |                                                           | 43° 16′ 57″ nord, 2° 35′ 15″ est         | « PA00102874 » | Classé MH · Site inscrit (1943) | 1840               | Église de l'Assomption de Rieux-Minervois |
| Église Saint-Christophe de Rieux-en-Val                                                                     | Rieux-en-Val                           |                                                           | 43° 04′ 55″ nord, 2° 31′ 52″ est         |                | |                    | Image manquante Téléverser |
| Église Sainte-Cécile de Rivel                                                                               | Rivel                                  |                                                           | 42° 56′ 35″ nord, 2° 00′ 18″ est         |                | Site inscrit (1952) |                    | Église Sainte-Cécile de Rivel |
| Église Saint-Jean-Baptiste de Rivel                                                                         | Rivel                                  |                                                           | 42° 56′ 35″ nord, 2° 00′ 02″ est         |                | |                    | Église Saint-Jean-Baptiste de Rivel |
| Église Saint-Jean-l'Évangéliste de Rodome                                                                   | Rodome                                 |                                                           | 42° 47′ 58″ nord, 2° 04′ 12″ est         |                | |                    | Église Saint-Jean-l'Évangéliste de Rodome |
| Ancienne église de Rodome                                                                                   | Rodome                                 |                                                           | 42° 47′ 58″ nord, 2° 03′ 56″ est         |                | |                    | Ancienne église de Rodome |
| Église Saint-Michel de Roquecourbe-Minervois                                                                | Roquecourbe-Minervois                  |                                                           | 43° 13′ 15″ nord, 2° 39′ 00″ est         |                | |                    | Église Saint-Michel de Roquecourbe-Minervois |
| Église Saint-André de Roquefère                                                                             | Roquefère                              |                                                           | 43° 22′ 43″ nord, 2° 23′ 24″ est         | « PA00102707 » | Inscrit MH Abside, chapelle de la Vierge, clocher | 1948               | Église Saint-André de Roquefère |
| Église Sainte-Foy de Roquefère                                                                              | Roquefère                              |                                                           | 43° 22′ 25″ nord, 2° 22′ 43″ est         |                | |                    | Église Sainte-Foy de Roquefère |
| Église Saint-Étienne de Roquefeuil                                                                          | Roquefeuil                             |                                                           | 42° 49′ 10″ nord, 1° 59′ 42″ est         | « PA00102878 » | Inscrit MH Portail occidental | 1952               | Église Saint-Étienne de Roquefeuil |
| Église Saint-Martin de Roquefort-de-Sault                                                                   | Roquefort-de-Sault                     |                                                           | 42° 44′ 31″ nord, 2° 11′ 40″ est         |                | |                    | Église Saint-Martin de Roquefort-de-Sault |
| Église Saint-Martin de Roquefort-des-Corbières                                                              | Roquefort-des-Corbières                |                                                           | 42° 59′ 31″ nord, 2° 55′ 39″ est         |                | |                    | Image manquante Téléverser |
| Église Saint-Étienne de Roquetaillade                                                                       | Roquetaillade-et-Conilhac              |                                                           | 42° 59′ 41″ nord, 2° 12′ 02″ est         |                | |                    | Église Saint-Étienne de Roquetaillade |
| Église de la Sainte-Vierge de Conilhac-de-la-Montagne                                                       | Roquetaillade-et-Conilhac              |                                                           | 42° 58′ 45″ nord, 2° 11′ 40″ est         |                | |                    | Église de la Sainte-Vierge de Conilhac-de-la-Montagne |
| Église Sainte-Eulalie de Roubia                                                                             | Roubia                                 |                                                           | 42° 58′ 45″ nord, 2° 11′ 40″ est         |                | |                    | Image manquante Téléverser |
| Église de l'Assomption de Rouffiac-d'Aude                                                                   | Rouffiac-d'Aude                        |                                                           | 43° 07′ 40″ nord, 2° 17′ 52″ est         |                | |                    | Église de l'Assomption de Rouffiac-d'Aude |
| Église Saint-Félix de Rouffiac-des-Corbières                                                                | Rouffiac-des-Corbières                 |                                                           | 42° 52′ 48″ nord, 2° 33′ 11″ est         |                | |                    | Image manquante Téléverser |
| Église Saint-Jacques-le-Majeur de Roullens                                                                  | Roullens                               |                                                           | 43° 09′ 55″ nord, 2° 16′ 17″ est         |                | |                    | Image manquante Téléverser |
| Église Saint-Laurent de Routier                                                                             | Routier                                |                                                           | 43° 06′ 27″ nord, 2° 07′ 40″ est         | « IA11000047 » | |                    | Image manquante Téléverser |
| Église Saint-Martin de Rustiques                                                                            | Rustiques                              |                                                           | 43° 12′ 58″ nord, 2° 28′ 18″ est         | « IA11000019 » | |                    | Église Saint-Martin de Rustiques |
| Église Saint-Amans de Saint-Amans (Aude)                                                                    | Saint-Amans                            |                                                           | 43° 13′ 41″ nord, 1° 53′ 11″ est         |                | |                    | Image manquante Téléverser |
| Église Saint-André de Saint-André-de-Roquelongue                                                            | Saint-André-de-Roquelongue             |                                                           | 43° 06′ 51″ nord, 2° 50′ 05″ est         |                | |                    | Église Saint-André de Saint-André-de-Roquelongue |
| Église Sainte-Agathe de Saint-Benoît                                                                        | Saint-Benoît                           |                                                           | 43° 01′ 00″ nord, 2° 03′ 49″ est         |                | |                    | Église Sainte-Agathe de Saint-Benoît |
| Église Saint-Cucufat de Saint-Couat-d'Aude                                                                  | Saint-Couat-d'Aude                     |                                                           | 43° 12′ 12″ nord, 2° 37′ 50″ est         | « PA00102881 » | Inscrit MH Église, à l'exception du clocher-mur | 1951               | Église Saint-Cucufat de Saint-Couat-d'Aude |
| Église Saint-Cucufat de Saint-Couat-du-Razès                                                                | Saint-Couat-du-Razès                   |                                                           | 43° 00′ 01″ nord, 2° 06′ 34″ est         |                | |                    | Église Saint-Cucufat de Saint-Couat-du-Razès |
| Église Saint-Denis de Saint-Denis (Aude)                                                                    | Saint-Denis                            |                                                           | 43° 21′ 37″ nord, 2° 13′ 09″ est         |                | |                    | Église Saint-Denis de Saint-Denis (Aude) |
| Église Saint-Ferriol de Saint-Ferriol                                                                       | Saint-Ferriol                          |                                                           | 42° 53′ 31″ nord, 2° 13′ 27″ est         |                | |                    | Église Saint-Ferriol de Saint-Ferriol |
| Église Saint-Fructueux de Saint-Frichoux                                                                    | Saint-Frichoux                         |                                                           | 43° 15′ 06″ nord, 2° 33′ 06″ est         |                | |                    | Église Saint-Fructueux de Saint-Frichoux |
| Église Saint-Gaudéric de Saint-Gaudéric (Aude)                                                              | Saint-Gaudéric                         |                                                           | 43° 07′ 41″ nord, 1° 56′ 50″ est         |                | |                    | Église Saint-Gaudéric de Saint-Gaudéric (Aude) |
| Église abbatiale de l'Assomption de Saint-Hilaire                                                           | Saint-Hilaire                          |                                                           | 43° 05′ 36″ nord, 2° 18′ 30″ est         | « PA00102882 » | Classé MH Eglise abbatiale (cad. AB 358) : classement par liste de 1840 |                    | Église abbatiale de l'Assomption de Saint-Hilaire |
| Église Saint-Jean-l'Évangéliste de Saint-Jean-de-Barrou                                                     | Saint-Jean-de-Barrou                   |                                                           | 42° 57′ 27″ nord, 2° 50′ 23″ est         |                | |                    | Église Saint-Jean-l'Évangéliste de Saint-Jean-de-Barrou |
| Église Saint-Jean-Baptiste de Saint-Jean-de-Paracol                                                         | Saint-Jean-de-Paracol                  |                                                           | 42° 56′ 09″ nord, 2° 06′ 55″ est         |                | |                    | Église Saint-Jean-Baptiste de Saint-Jean-de-Paracol |
| Église Saints-Julien-et-Basilisse de Saint-Julia-de-Bec                                                     | Saint-Julia-de-Bec                     |                                                           | 42° 52′ 07″ nord, 2° 14′ 43″ est         |                | |                    | Église Saints-Julien-et-Basilisse de Saint-Julia-de-Bec |
| Église Saint-Julien de Saint-Julien-de-Briola                                                               | Saint-Julien-de-Briola                 |                                                           | 43° 09′ 34″ nord, 1° 56′ 38″ est         |                | |                    | Image manquante Téléverser |
| Église Sainte-Eugénie de Saint-Just-et-le-Bézu                                                              | Saint-Just-et-le-Bézu                  |                                                           | 42° 52′ 45″ nord, 2° 16′ 01″ est         |                | |                    | Église Sainte-Eugénie de Saint-Just-et-le-Bézu |
| Église Saint-Jean-Baptiste du Bézu                                                                          | Saint-Just-et-le-Bézu                  |                                                           | 42° 53′ 06″ nord, 2° 16′ 58″ est         |                | |                    | Église Saint-Jean-Baptiste du Bézu |
| Église Saint-Laurent de Saint-Laurent-de-la-Cabrerisse                                                      | Saint-Laurent-de-la-Cabrerisse         |                                                           | 43° 05′ 04″ nord, 2° 41′ 57″ est         | « PA00102883 » | Classé MH Porche | 1950               | Église Saint-Laurent de Saint-Laurent-de-la-Cabrerisse |
| Église Saint-Louis de Saint-Louis-et-Parahou                                                                | Saint-Louis-et-Parahou                 |                                                           | 42° 50′ 52″ nord, 2° 19′ 12″ est         |                | |                    | Église Saint-Louis de Saint-Louis-et-Parahou |
| Église Saint-Marcel devenue chapelle des Pénitents de Saint-Marcel-sur-Aude                                 | Saint-Marcel-sur-Aude                  |                                                           | 43° 14′ 33″ nord, 2° 55′ 20″ est         |                | |                    | Église Saint-Marcel devenue chapelle des Pénitents de Saint-Marcel-sur-Aude                                                                                   |
| Église Saint-Marcel de Saint-Marcel-sur-Aude                                                                | Saint-Marcel-sur-Aude                  |                                                           | 43° 14′ 33″ nord, 2° 55′ 22″ est         |                | |                    | Église Saint-Marcel de Saint-Marcel-sur-Aude |
| Église Saint-Martin de Saint-Martin-Lalande                                                                 | Saint-Martin-Lalande                   |                                                           | 43° 17′ 58″ nord, 2° 01′ 15″ est         | « PA00102884 » | Inscrit MH Portail occidental | 1952               | Église Saint-Martin de Saint-Martin-Lalande |
| Église Saint-Martin de Saint-Martin-Lys                                                                     | Saint-Martin-Lys                       |                                                           | 42° 49′ 37″ nord, 2° 13′ 38″ est         | PM11001446     | Inscrit MH autel, retable, 2 statues : La Vierge, Saint Martin, tableau : La Crucifixion (maître-autel)                                                                                  | 19/07/1968         | Église Saint-Martin de Saint-Martin-Lys |
| Église Saint-Martin de Saint-Martin-de-Villereglan                                                          | Saint-Martin-de-Villereglan            |                                                           | 43° 06′ 24″ nord, 2° 12′ 40″ est         |                | |                    | Image manquante Téléverser |
| Église Saint-Martin de Saint-Martin-des-Puits                                                               | Saint-Martin-des-Puits                 |                                                           | 43° 02′ 26″ nord, 2° 34′ 06″ est         | « PA00102885 » | Inscrit MH Vieux cyprès près de l'église ; Classé MH Église | 1951 ; 1965        | Église Saint-Martin de Saint-Martin-des-Puits |
| Église Saint-Martin de Saint-Martin-le-Vieil                                                                | Saint-Martin-le-Vieil                  |                                                           | 43° 17′ 39″ nord, 2° 08′ 43″ est         |                | |                    | Église Saint-Martin de Saint-Martin-le-Vieil |
| Vestiges de l'abbatiale Sainte-Marie de Saint-Martin-le-Vieil                                               | Saint-Martin-le-Vieil                  |                                                           | 43° 18′ 21″ nord, 2° 10′ 02″ est         |                | |                    | Vestiges de l'abbatiale Sainte-Marie de Saint-Martin-le-Vieil                                                                                                 |
| Église Saint-Michel de Saint-Michel-de-Lanès                                                                | Saint-Michel-de-Lanès                  |                                                           | 43° 19′ 29″ nord, 1° 45′ 35″ est         | « PA00102888 » | Inscrit MH L'église, ainsi que le calvaire attenant | 2007               | Église Saint-Michel de Saint-Michel-de-Lanès |
| Église Saint-Nazaire-et-Saint-Celse de Saint-Nazaire-d'Aude                                                 | Saint-Nazaire-d'Aude                   |                                                           | 43° 14′ 38″ nord, 2° 53′ 36″ est         |                | |                    | Image manquante Téléverser |
| Abbatiale Saint-Papoul de Saint-Papoul                                                                      | Saint-Papoul                           |                                                           | 43° 19′ 51″ nord, 2° 02′ 02″ est         |                | |                    | Abbatiale Saint-Papoul de Saint-Papoul |
| Église Saint-Paul-Ermite de Saint-Paulet                                                                    | Saint-Paulet                           |                                                           | 43° 24′ 23″ nord, 1° 52′ 40″ est         |                | |                    | Église Saint-Paul-Ermite de Saint-Paulet |
| Église Saint-Pierre-ès-Liens de Saint-Pierre-des-Champs                                                     | Saint-Pierre-des-Champs                |                                                           | 43° 03′ 30″ nord, 2° 36′ 17″ est         |                | |                    | Image manquante Téléverser |
| Abbatiale Saint-Polycarpe de Saint-Polycarpe                                                                | Saint-Polycarpe                        |                                                           | 43° 02′ 28″ nord, 2° 17′ 25″ est         | « PA00102894 » | Classé MH | 1913               | Abbatiale Saint-Polycarpe de Saint-Polycarpe |
| Église Saint-Saturnin de Saint-Sernin                                                                       | Saint-Sernin                           |                                                           | 43° 14′ 00″ nord, 1° 48′ 05″ est         |                | |                    | Église Saint-Saturnin de Saint-Sernin |
| Église Sainte-Camelle de Sainte-Camelle (Aude)                                                              | Sainte-Camelle                         |                                                           | 43° 16′ 12″ nord, 1° 48′ 13″ est         |                | |                    | Image manquante Téléverser |
| Église Sainte-Colombe de Sainte-Colombe-sur-Guette                                                          | Sainte-Colombe-sur-Guette              |                                                           | 42° 44′ 57″ nord, 2° 14′ 01″ est         |                | |                    | Église Sainte-Colombe de Sainte-Colombe-sur-Guette |
| Église Sainte-Colombe de Sainte-Colombe-sur-l'Hers                                                          | Sainte-Colombe-sur-l'Hers              |                                                           | 42° 57′ 07″ nord, 1° 58′ 02″ est         |                | |                    | Église Sainte-Colombe de Sainte-Colombe-sur-l'Hers |
| Église Sainte-Eulalie de Sainte-Eulalie (Aude)                                                              | Sainte-Eulalie                         |                                                           | 43° 14′ 45″ nord, 2° 12′ 46″ est         |                | |                    | Image manquante Téléverser |
| Église Sainte-Valérie de Sainte-Valière                                                                     | Sainte-Valière                         |                                                           | 43° 16′ 21″ nord, 2° 50′ 32″ est         |                | |                    | Image manquante Téléverser |
| Église Saint-Michel de Saissac                                                                              | Saissac                                | 2 Rue Ambroise Paré                                       | 43° 21′ 29″ nord, 2° 10′ 06″ est         |                | |                    | Église Saint-Michel de Saissac |
| Église Saint-Denis de Saissac                                                                               | Saissac                                |                                                           | à géolocaliser                           |                | |                    | Image manquante Téléverser |
| Église Saint-André de Sallèles-Cabardès                                                                     | Sallèles-Cabardès                      |                                                           | 43° 19′ 29″ nord, 2° 25′ 09″ est         |                | |                    | Image manquante Téléverser |
| Église Saint-Roch de Sallèles-d'Aude                                                                        | Sallèles-d'Aude                        |                                                           | 43° 15′ 22″ nord, 2° 56′ 54″ est         |                | |                    | Église Saint-Roch de Sallèles-d'Aude |
| Église Notre-Dame de Sallèles-d'Aude                                                                        | Sallèles-d'Aude                        |                                                           | à géolocaliser                           |                | |                    | Image manquante Téléverser |
| Église Saint-Julien Sainte-Basilisse de Salles-d'Aude                                                       | Salles-d'Aude                          |                                                           | 43° 14′ 18″ nord, 3° 07′ 00″ est         |                | |                    | Image manquante Téléverser |
| Église Saint-Mathieu de Salles-sur-l'Hers                                                                   | Salles-sur-l'Hers                      |                                                           | 43° 17′ 36″ nord, 1° 47′ 13″ est         | « PA00102900 » | Inscrit MH Clocher | 1926               | Église Saint-Mathieu de Salles-sur-l'Hers |
| Église Saint-Saturnin de Salsigne                                                                           | Salsigne                               |                                                           | 43° 19′ 49″ nord, 2° 21′ 23″ est         |                | |                    | Image manquante Téléverser |
| Église de la Décollation-de-Saint-Jean-Baptiste de Salvezines                                               | Salvezines                             |                                                           | 42° 46′ 50″ nord, 2° 18′ 27″ est         |                | |                    | Église de la Décollation-de-Saint-Jean-Baptiste de Salvezines                                                                                                 |
| Église Saint-Vincent de Salza                                                                               | Salza                                  |                                                           | 42° 59′ 03″ nord, 2° 29′ 48″ est         |                | |                    | Église Saint-Vincent de Salza |
| Église de l'Invention-de-Saint-Étienne de Seignalens                                                        | Seignalens                             |                                                           | 43° 05′ 54″ nord, 1° 58′ 09″ est         |                | |                    | Église de l'Invention-de-Saint-Étienne de Seignalens |
| Église Saint-Laurent de Serres                                                                              | Serres                                 |                                                           | 42° 56′ 48″ nord, 2° 19′ 27″ est         |                | |                    | Image manquante Téléverser |
| Église Saint-Pierre-ès-Liens de Serres                                                                      | Serres                                 |                                                           | à géolocaliser                           |                | |                    | Image manquante Téléverser |
| Église Saint-Pierre-et-Saint-Paul de Serviès-en-Val                                                         | Serviès-en-Val                         |                                                           | 43° 05′ 22″ nord, 2° 31′ 14″ est         |                | |                    | Image manquante Téléverser |
| Église Saint-Félix de Sigean                                                                                | Sigean                                 |                                                           | 43° 01′ 45″ nord, 2° 58′ 45″ est         |                | |                    | Église Saint-Félix de Sigean |
| Église de la Décollation-de-Saint-Jean-Baptiste de Sonnac-sur-l'Hers                                        | Sonnac-sur-l'Hers                      |                                                           | 43° 00′ 16″ nord, 1° 59′ 34″ est         |                | |                    | Église de la Décollation-de-Saint-Jean-Baptiste de Sonnac-sur-l'Hers                                                                                          |
| Église Saint-Étienne de Sougraigne                                                                          | Sougraigne                             |                                                           | 42° 54′ 05″ nord, 2° 21′ 16″ est         |                | |                    | Image manquante Téléverser |
| Église de l'Assomption de Souilhanels                                                                       | Souilhanels                            |                                                           | 43° 21′ 05″ nord, 1° 55′ 04″ est         |                | |                    | Image manquante Téléverser |
| Église Saint-Saturnin de Souilhe                                                                            | Souilhe                                |                                                           | 43° 22′ 11″ nord, 1° 54′ 54″ est         |                | |                    | Image manquante Téléverser |
| Église Notre-Dame de Soulatgé                                                                               | Soulatgé                               |                                                           | 42° 52′ 45″ nord, 2° 30′ 14″ est         |                | |                    | Image manquante Téléverser |
| Église Saint-Martin de Soupex                                                                               | Soupex                                 |                                                           | 43° 22′ 43″ nord, 1° 53′ 42″ est         |                | |                    | Image manquante Téléverser |
| Église Saint-Vincent de Talairan                                                                            | Talairan                               |                                                           | 43° 03′ 03″ nord, 2° 39′ 51″ est         |                | |                    | Église Saint-Vincent de Talairan |
| Église Saint-Marc de Taurize                                                                                | Taurize                                |                                                           | 43° 04′ 36″ nord, 2° 30′ 18″ est         |                | |                    | Image manquante Téléverser |
| Église Sainte-Marie de Taurize                                                                              | Taurize                                |                                                           | à géolocaliser                           |                | |                    | Image manquante Téléverser |
| Église Notre-Dame de Termes                                                                                 | Termes                                 |                                                           | 43° 00′ 02″ nord, 2° 33′ 46″ est         | « PA00102908 » | Inscrit MH | 1951               | Église Notre-Dame de Termes |
| Église Saint-Michel de Terroles                                                                             | Terroles                               |                                                           | 42° 59′ 12″ nord, 2° 20′ 30″ est         |                | |                    | Image manquante Téléverser |
| Église Sainte-Eulalie de Thézan-des-Corbières                                                               | Thézan-des-Corbières                   |                                                           | 43° 06′ 13″ nord, 2° 46′ 11″ est         |                | |                    | Église Sainte-Eulalie de Thézan-des-Corbières |
| Église Saint-Adrien de Tournissan                                                                           | Tournissan                             |                                                           | 43° 04′ 52″ nord, 2° 39′ 51″ est         |                | |                    | Église Saint-Adrien de Tournissan |
| Église Notre-Dame de Tourouzelle                                                                            | Tourouzelle                            |                                                           | 43° 15′ 14″ nord, 2° 43′ 16″ est         | « IA11000022 » | |                    | Image manquante Téléverser |
| Ancienne église du cimetière de Tourouzelle                                                                 | Tourouzelle                            |                                                           | 43° 15′ 19″ nord, 2° 43′ 17″ est         |                | |                    | Image manquante Téléverser |
| Église Saint-Saturnin de Tourreilles                                                                        | Tourreilles                            |                                                           | 43° 01′ 20″ nord, 2° 10′ 13″ est         |                | |                    | Église Saint-Saturnin de Tourreilles |
| Église Saint-Saturnin de Trassanel                                                                          | Trassanel                              |                                                           | 43° 20′ 45″ nord, 2° 26′ 12″ est         |                | |                    | Église Saint-Saturnin de Trassanel |
| Église Saint-Martin de Trausse                                                                              | Trausse                                |                                                           | 43° 18′ 49″ nord, 2° 33′ 47″ est         |                | |                    | Image manquante Téléverser |
| Église Saint-Étienne de Trèbes                                                                              | Trèbes                                 | 3 Chemin de la Chaussée                                   | 43° 12′ 37″ nord, 2° 26′ 28″ est         | « PA00102911 » | Inscrit MH | 1974               | Église Saint-Étienne de Trèbes |
| Église Saint-André de Treilles                                                                              | Treilles                               |                                                           | 42° 55′ 28″ nord, 2° 56′ 38″ est         |                | |                    | Église Saint-André de Treilles |
| Église Saints-Pierre-et-Paul de Tréville                                                                    | Tréville                               |                                                           | 43° 23′ 06″ nord, 1° 57′ 10″ est         |                | |                    | Image manquante Téléverser |
| Église Saints-Pierre-et-Paul de Tréville                                                                    | Tréville                               |                                                           | 43° 23′ 06″ nord, 1° 57′ 10″ est         |                | |                    | Image manquante Téléverser |
| Église Saint-Martin de Tréziers                                                                             | Tréziers                               |                                                           | 43° 03′ 27″ nord, 1° 57′ 11″ est         |                | |                    | Image manquante Téléverser |
| Église Notre-Dame de Faste                                                                                  | Tuchan                                 |                                                           | 42° 55′ 21″ nord, 2° 41′ 36″ est         | « PA11000032 » | Inscrit MH | 2005               | Église Notre-Dame de Faste |
| Église Saint-Jean-l'Évangéliste de Tuchan                                                                   | Tuchan                                 |                                                           | 42° 53′ 18″ nord, 2° 43′ 04″ est         |                | |                    | Église Saint-Jean-l'Évangéliste de Tuchan |
| Église Sainte-Madeleine de Gueytes-et-Labastide                                                             | Val de Lambronne                       |                                                           | 43° 04′ 08″ nord, 2° 00′ 20″ est         |                | |                    | Église Sainte-Madeleine de Gueytes-et-Labastide |
| Église Saint-Hilaire de Val de Lambronne                                                                    | Val de Lambronne                       |                                                           | 43° 04′ 30″ nord, 1° 58′ 28″ est         |                | |                    | Église Saint-Hilaire de Val de Lambronne |
| Église Saint-André de Pradelles-en-Val                                                                      | Val-de-Dagne                           |                                                           | 43° 08′ 45″ nord, 2° 30′ 57″ est         |                | |                    | Église Saint-André de Pradelles-en-Val |
| Église Sainte-Eulalie de Montlaur                                                                           | Val-de-Dagne                           |                                                           | 43° 07′ 45″ nord, 2° 33′ 29″ est         |                | |                    | Image manquante Téléverser |
| Église Saint-Barthélemy de Rouvenac                                                                         | Val-du-Faby                            |                                                           | 42° 56′ 14″ nord, 2° 08′ 47″ est         |                | |                    | Église Saint-Barthélemy de Rouvenac |
| Église Saint-Loup-de-Sens de Fa                                                                             | Val-du-Faby                            |                                                           | 42° 56′ 17″ nord, 2° 11′ 29″ est         |                | |                    | Église Saint-Loup-de-Sens de Fa |
| Église du hameau des Sauzils                                                                                | Val-du-Faby                            |                                                           | 42° 54′ 44″ nord, 2° 10′ 20″ est         |                | |                    | Église du hameau des Sauzils |
| Église Saint-Louis de Valmigère                                                                             | Valmigère                              |                                                           | 42° 58′ 57″ nord, 2° 22′ 34″ est         |                | |                    | Image manquante Téléverser |
| Église Saint-Julien-et-Sainte-Basilisse de Ventenac-Cabardès                                                | Ventenac-Cabardès                      |                                                           | 43° 15′ 58″ nord, 2° 17′ 03″ est         |                | |                    | Image manquante Téléverser |
| Église Saint-Pierre-ès-Liens de Ventenac-en-Minervois                                                       | Ventenac-en-Minervois                  |                                                           | 43° 14′ 53″ nord, 2° 51′ 36″ est         |                | |                    | Image manquante Téléverser |
| Église de l'Assomption de Véraza                                                                            | Véraza                                 |                                                           | 42° 59′ 04″ nord, 2° 18′ 23″ est         |                | |                    | Image manquante Téléverser |
| Église Sainte-Marie-Madeleine de Verdun-en-Lauragais                                                        | Verdun-en-Lauragais                    |                                                           | 43° 21′ 52″ nord, 2° 03′ 38″ est         |                | |                    | Église Sainte-Marie-Madeleine de Verdun-en-Lauragais |
| Église de la Sainte-Vierge de Verzeille                                                                     | Verzeille                              |                                                           | 43° 07′ 30″ nord, 2° 19′ 30″ est         |                | |                    | Image manquante Téléverser |
| Église Sainte-Marie de Vignevieille                                                                         | Vignevieille                           |                                                           | 43° 00′ 16″ nord, 2° 31′ 30″ est         |                | |                    | Image manquante Téléverser |
| Église Saint-André de Villalier                                                                             | Villalier                              |                                                           | 43° 15′ 26″ nord, 2° 24′ 40″ est         |                | |                    | Image manquante Téléverser |
| Église Saint-Martin de Villanière                                                                           | Villanière                             |                                                           | 43° 20′ 31″ nord, 2° 21′ 36″ est         |                | |                    | Image manquante Téléverser |
| Église Saint-Julien-et-Sainte-Basilice de Villar-Saint-Anselme                                              | Villar-Saint-Anselme                   |                                                           | 43° 03′ 15″ nord, 2° 17′ 53″ est         |                | |                    | Église Saint-Julien-et-Sainte-Basilice de Villar-Saint-Anselme                                                                                                |
| Église Saint-Paul de Villar-en-Val                                                                          | Villar-en-Val                          |                                                           | 43° 04′ 52″ nord, 2° 27′ 37″ est         | « PA11000013 » | Inscrit MH | 1998               | Église Saint-Paul de Villar-en-Val |
| Église de la Sainte-Vierge de Villardebelle                                                                 | Villardebelle                          |                                                           | 43° 01′ 17″ nord, 2° 23′ 36″ est         |                | |                    | Église de la Sainte-Vierge de Villardebelle |
| Église Saint-Jean-Baptiste de Villardonnel                                                                  | Villardonnel                           |                                                           | 43° 20′ 06″ nord, 2° 18′ 43″ est         |                | |                    | Image manquante Téléverser |
| Église Saint-Martin de Villarzel-Cabardès                                                                   | Villarzel-Cabardès                     |                                                           | 43° 16′ 46″ nord, 2° 27′ 33″ est         |                | |                    | Image manquante Téléverser |
| Église Saint-Pierre-ès-Liens de Villarlong                                                                  | Villarzel-Cabardès                     |                                                           | 43° 16′ 57″ nord, 2° 28′ 36″ est         |                | |                    | Église Saint-Pierre-ès-Liens de Villarlong |
| Église Saint-Saturnin de Villarzel-du-Razès                                                                 | Villarzel-du-Razès                     |                                                           | 43° 08′ 23″ nord, 2° 12′ 23″ est         |                | |                    | Image manquante Téléverser |
| Église Saint-Pierre-ès-Liens de Villasavary                                                                 | Villasavary                            |                                                           | 43° 13′ 15″ nord, 2° 02′ 25″ est         |                | |                    | Église Saint-Pierre-ès-Liens de Villasavary |
| Église Saint-Martin de Villautou                                                                            | Villautou                              |                                                           | 43° 09′ 35″ nord, 1° 49′ 56″ est         |                | |                    | Image manquante Téléverser |
| Église Saint-Fructueux de Villebazy                                                                         | Villebazy                              |                                                           | 43° 03′ 54″ nord, 2° 19′ 27″ est         |                | |                    | Image manquante Téléverser |
| Église Saint-Hippolyte de Villedaigne                                                                       | Villedaigne                            |                                                           | 43° 12′ 57″ nord, 2° 51′ 39″ est         |                | |                    | Image manquante Téléverser |
| Église Saint-Julien-et-Sainte-Basilisse de Villedubert                                                      | Villedubert                            |                                                           | 43° 13′ 51″ nord, 2° 25′ 12″ est         |                | |                    | Image manquante Téléverser |
| Église Saint-Vincent de Villefloure                                                                         | Villefloure                            |                                                           | 43° 07′ 28″ nord, 2° 22′ 53″ est         |                | |                    | Image manquante Téléverser |
| Église Saint-André de Villefort                                                                             | Villefort                              |                                                           | 42° 57′ 17″ nord, 2° 01′ 57″ est         |                | |                    | Image manquante Téléverser |
| Église Notre-Dame-de-l'Assomption de Villegailhenc                                                          | Villegailhenc                          |                                                           | 43° 16′ 07″ nord, 2° 21′ 15″ est         |                | |                    | Église Notre-Dame-de-l'Assomption de Villegailhenc |
| Ancienne église Notre-Dame de Villegailhenc                                                                 | Villegailhenc                          |                                                           | 43° 16′ 09″ nord, 2° 21′ 16″ est         | « PA00102918 » | Inscrit MH | 1951               | Image manquante Téléverser |
| Église de la Sainte-Vierge de Villegly                                                                      | Villegly                               |                                                           | 43° 17′ 07″ nord, 2° 26′ 20″ est         |                | |                    | Église de la Sainte-Vierge de Villegly |
| Église de l'Assomption de Villegly                                                                          | Villegly                               | ancienne chapelle Notre-Dame                              | à géolocaliser                           |                | |                    | Image manquante Téléverser |
| Église Sainte-Barbe de Villelongue-d'Aude                                                                   | Villelongue-d'Aude                     |                                                           | 43° 03′ 17″ nord, 2° 05′ 43″ est         |                | |                    | Image manquante Téléverser |
| Église Saint-Félix de Villelongue-d'Aude                                                                    | Villelongue-d'Aude                     |                                                           | à géolocaliser                           |                | |                    | Image manquante Téléverser |
| Église Saint-Martin de Villemagne                                                                           | Villemagne                             |                                                           | 43° 21′ 32″ nord, 2° 06′ 44″ est         |                | |                    | Image manquante Téléverser |
| Église Saint-Étienne de Villemoustaussou                                                                    | Villemoustaussou                       |                                                           | 43° 15′ 10″ nord, 2° 21′ 56″ est         |                | |                    | Image manquante Téléverser |
| Église Saint-Étienne de Villeneuve-Minervois                                                                | Villeneuve-Minervois                   |                                                           | 43° 18′ 57″ nord, 2° 27′ 39″ est         |                | |                    | Image manquante Téléverser |
| Église Saints-Pierre-et-Paul de Villeneuve-la-Comptal                                                       | Villeneuve-la-Comptal                  |                                                           | 43° 17′ 12″ nord, 1° 55′ 21″ est         | « IA11000048 » | |                    | Église Saints-Pierre-et-Paul de Villeneuve-la-Comptal |
| Église Saint-Saturnin de Villeneuve-les-Corbières                                                           | Villeneuve-les-Corbières               |                                                           | 42° 58′ 37″ nord, 2° 46′ 36″ est         |                | |                    | Église Saint-Saturnin de Villeneuve-les-Corbières |
| Église Saint-Félix de Villeneuve-lès-Montréal                                                               | Villeneuve-lès-Montréal                |                                                           | 43° 10′ 47″ nord, 2° 06′ 39″ est         |                | |                    | Église Saint-Félix de Villeneuve-lès-Montréal |
| Église Saint-Jean-Baptiste de Villepinte                                                                    | Villepinte                             |                                                           | 43° 16′ 54″ nord, 2° 05′ 19″ est         | « PA00102921 » | Inscrit MH | 1949               | Église Saint-Jean-Baptiste de Villepinte |
| Église Saint-Étienne de Villerouge-Termenès                                                                 | Villerouge-Termenès                    |                                                           | 43° 00′ 22″ nord, 2° 37′ 38″ est         | « PA00102925 » | Classé MH | 1913               | Église Saint-Étienne de Villerouge-Termenès |
| Église Saint-André de Villesèque-des-Corbières                                                              | Villesèque-des-Corbières               |                                                           | 43° 00′ 57″ nord, 2° 51′ 08″ est         |                | |                    | Image manquante Téléverser |
| Église de la Sainte-Vierge de Villesèquelande                                                               | Villesèquelande                        |                                                           | 43° 14′ 17″ nord, 2° 13′ 57″ est         |                | |                    | Image manquante Téléverser |
| Église Saint-Antoine de Villesiscle                                                                         | Villesiscle                            |                                                           | 43° 13′ 42″ nord, 2° 05′ 40″ est         |                | |                    | Image manquante Téléverser |
| Église de la Nativité de Villespy                                                                           | Villespy                               |                                                           | 43° 19′ 08″ nord, 2° 05′ 55″ est         |                | |                    | Église de la Nativité de Villespy |
| Église Saint-Jacques de Villetritouls                                                                       | Villetritouls                          |                                                           | 43° 04′ 52″ nord, 2° 29′ 22″ est         |                | |                    | Image manquante Téléverser |
| Église Saint-Martin de Vinassan                                                                             | Vinassan                               |                                                           | 43° 12′ 09″ nord, 3° 04′ 27″ est         | « PA00102928 » | Inscrit MH Abside | 1951               | Église Saint-Martin de Vinassan |

### Culteprotestant
| Église                                                                       | Commune            | Adresse                                       | Coordonnées                      | Notice | Protection | Date | Illustration                                                                 |
| ---------------------------------------------------------------------------- | ------------------ | --------------------------------------------- | -------------------------------- | ------ | ---------- | ---- | ---------------------------------------------------------------------------- |
| Église Protestante Baptiste de Berriac-Carcassonne                           | Berriac            | 13 Chem. des Chasseurs                        | 43° 12′ 37″ nord, 2° 24′ 30″ est |        |            |      | Image manquante Téléverser                                                   |
| Temple protestant de Carcassonne de l'Église Protestante Unie de Carcassonne | Carcassonne        | 53 rue Antoine Marty                          | 43° 12′ 58″ nord, 2° 21′ 22″ est |        |            |      | Temple protestant de Carcassonne de l'Église Protestante Unie de Carcassonne |
| Église Évangélique de Pentecôte ADD Carcassonne                              | Carcassonne        | 6 rue Pierre-Germain                          | 43° 12′ 46″ nord, 2° 21′ 29″ est |        |            |      | Image manquante Téléverser                                                   |
| Centre Chrétien Église Évangélique de Carcassonne                            | Carcassonne        | 15 Avenue Pierre Charles Lespinasse           | 43° 12′ 51″ nord, 2° 20′ 47″ est |        |            |      | Image manquante Téléverser                                                   |
| Centre Chrétien le Sarment de Carcassonne                                    | Carcassonne        | 10 rue Joseph-Gossec / 8 rue Antoine Marty    | 43° 12′ 59″ nord, 2° 21′ 35″ est |        |            |      | Image manquante Téléverser                                                   |
| Église Protestante Unie Castelnaudary                                        | Castelnaudary      | Rue Saint Jean - Salle St Jean                | 43° 19′ 03″ nord, 1° 57′ 16″ est |        |            |      | Image manquante Téléverser                                                   |
| Église Protestante Évangélique                                               | Castelnaudary      | 15 Rue des Carmes                             | 43° 19′ 10″ nord, 1° 57′ 14″ est |        |            |      | Image manquante Téléverser                                                   |
| Église de Néhémie de Lézignan Corbières                                      | Lézignan-Corbières | 37 Rue Joseph Anglade                         | 43° 12′ 05″ nord, 2° 45′ 46″ est |        |            |      | Image manquante Téléverser                                                   |
| Assemblée Évangélique La Délivrance de Limoux                                | Limoux             | Quartier Saint Antoine, 13 Rue Rhin et Danube | 43° 03′ 31″ nord, 2° 13′ 11″ est |        |            |      | Image manquante Téléverser                                                   |
| Temple protestant de Narbonne                                                | Narbonne           | 6 boulevard Condorcet                         | 43° 11′ 21″ nord, 3° 00′ 24″ est |        |            |      | Temple protestant de Narbonne                                                |
| Église Évangélique Assemblée de Dieu de Narbonne                             | Narbonne           | 6 rue Martin-Nadaud                           | 43° 10′ 54″ nord, 3° 00′ 35″ est |        |            |      | Image manquante Téléverser                                                   |
| Église Évangélique Adventiste du 7ème jour de Narbonne                       | Narbonne           | 38 Rue Mosaïque                               | 43° 11′ 01″ nord, 3° 00′ 35″ est |        |            |      | Image manquante Téléverser                                                   |
| Église Protestante Évangélique du Narbonnais de Narbonne                     | Narbonne           | 9 avenue du Quatourze                         | 43° 10′ 03″ nord, 2° 59′ 22″ est |        |            |      | Image manquante Téléverser                                                   |
| Église Évangelique Vie Et Lumiere                                            | Narbonne           | 8 Rue Arago                                   | 43° 10′ 58″ nord, 2° 59′ 48″ est |        |            |      | Image manquante Téléverser                                                   |
| Centre Chrétien GrandiOse                                                    | Narbonne           | 4 rue Rhin & Danube                           | 43° 11′ 24″ nord, 3° 00′ 59″ est |        |            |      | Image manquante Téléverser                                                   |

### Culteorthodoxe
| Église                                           | Commune     | Adresse                                                        | Coordonnées                      | Notice | Protection | Date | Illustration |
| ------------------------------------------------ | ----------- | -------------------------------------------------------------- | -------------------------------- | ------ | ---------- | ---- | --- |
| Église Saint-Saturnin de Maquens                 | Carcassonne | rue de l'Église de Maquens (Paroisse orthodoxe Saint Gaudéric) | 43° 11′ 50″ nord, 2° 19′ 04″ est |        |            |      | Église Saint-Saturnin de Maquens« L'unique paroisse orthodoxe de l'aude », sur over-blog.com, orthoccitanie.over-blog.com, 4 mai 2020 (consulté le 7 mai 2023). |
| Chapelle Saint-Gabriel du monastère de Cantauque | Villebazy   | Domaine de Cantauque                                           | 43° 03′ 04″ nord, 2° 19′ 22″ est |        |            |      | Image manquante Téléverser |